# 室生寺
室生寺（むろうじ）は、奈良県宇陀市室生にある真言宗室生寺派の大本山の寺院。山号は宀一山（べんいちさん）または檉生山（むろうさん）。本尊は如意輪観音。「女人高野」の別称がある。

## 概要
奈良盆地の東方、三重県境に近い室生の地にある山岳寺院である。宇陀川の支流室生川の北岸にある室生山の山麓から中腹に堂塔が散在する。平安時代前期の建築物や仏像を伝え、境内はシャクナゲの名所としても知られる。
平安時代を通じて興福寺別院としての性格が強く、俗世を離れた山林修行の場、また、諸宗の学問道場としての性格も持っていた。中世以降の室生寺は密教色を強めるものの、なお興福寺の末寺であった。興福寺の傘下を離れ、真言宗寺院となるのは江戸時代のことである。真言宗の拠点である高野山がかつては女人禁制であったことから、女性の参詣が許されていた室生寺には「女人高野」の別名があるが、この別名は江戸時代以降のものである。
なお、山号の「宀一」は「室」のうかんむりと「生」の最後の一画だという。

## 歴史

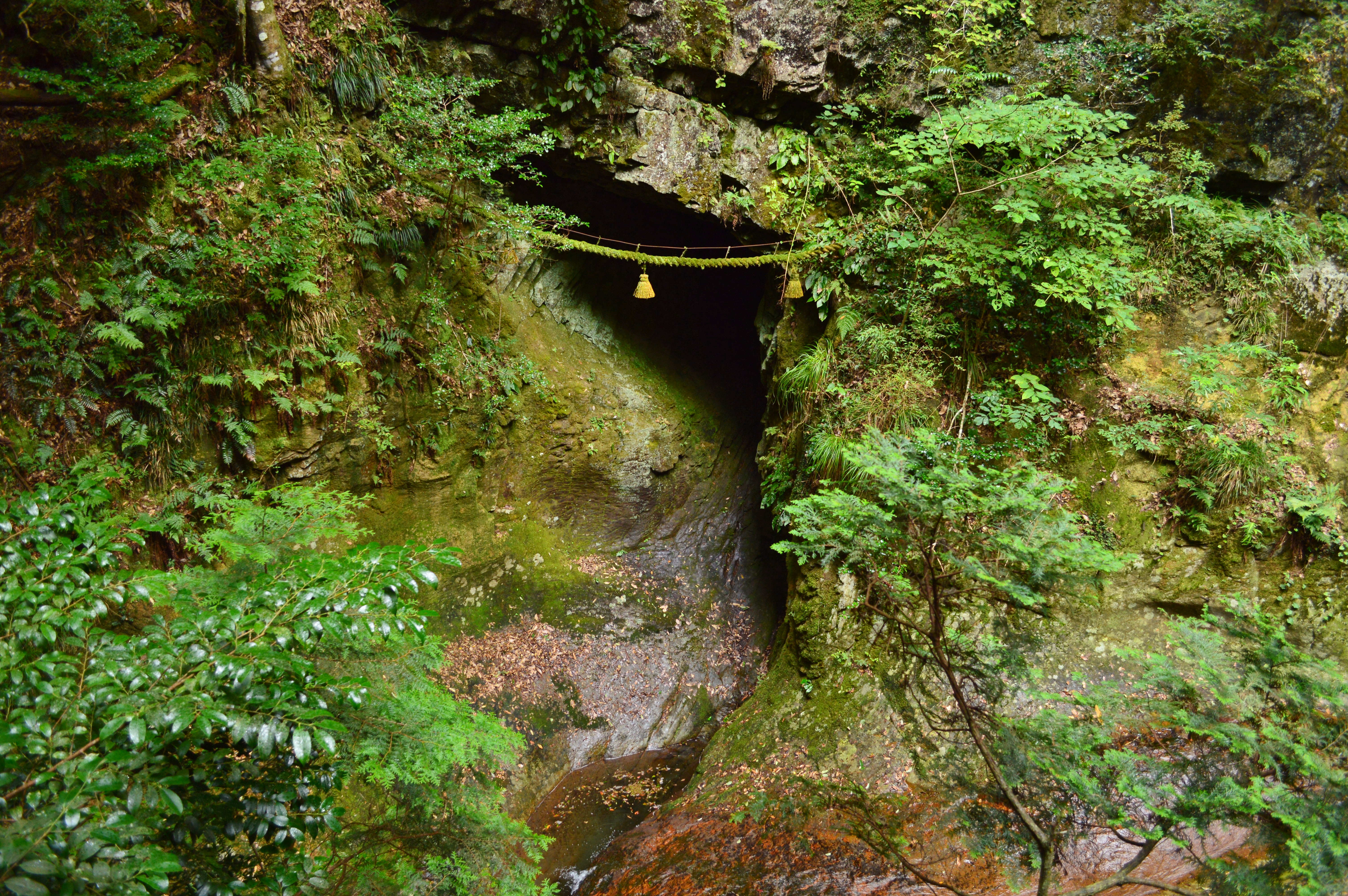
龍穴（室生龍穴神社奥宮）

室生の地は火山性地形のため、奇岩や洞穴が多い。室生寺奥の室生川の上流に位置する洞穴は竜穴、すなわち龍神の住み家として信仰を集め、平安時代までには式内社である室生龍穴神社が創設された。当地は祈雨や止雨の霊地とみなされ、朝廷による奉幣も行われた。史料によれば、この寺は奈良時代末期の宝亀年間（770年 - 781年）、興福寺の僧・賢璟（714年 - 793年）によって開かれた。創建については、役小角（役行者）の草創、空海の再興とする伝えもあるが、これらは後世の付託である。
室生寺の創建にかかわる根本史料として、『宀一山年分度者奏状』（べんいちさん ねんぶんどしゃ そうじょう）という文書がある（年分度者とは、毎年人数を限って得度を許された、国家公認の僧のこと）。この文書は承平7年（937年）の作成であるが、現存するものは南北朝時代の写本で、神奈川県立金沢文庫が所蔵する。本文書は年分度者を賜ることを奏上するためのものであるが、その前文に室生寺の歴史について記している。それによると、宝亀年間、時の皇太子（山部親王、後の桓武天皇）が病を得た際、浄行僧（行いの正しい僧）5名を室生山に派遣して延寿法を修させたところ効験があった。その後、賢璟は山部親王（または即位後の桓武天皇）の命で室生山に寺を建立したという。前述の「浄行僧5名」には賢璟も含まれていたと推定される。
なお、宝亀年間に賢璟はすでに60代で、彼の在世中にどこまで寺観が整っていたかはわからず、室生寺の実質的な創建者は次代の修円（771年 - 835年）であろうといわれている。修円は興福寺別当を務めると共に、日本天台宗の宗祖である最澄とも交流があった。修円の在世中には、空海の高弟である真泰が室生に入山。承和10年（835年）頃には円修と堅慧（けんえ/けんね）が入山している。円修は修円と混同されたこともあったが別人の天台宗の学僧で、初代天台座主の義真の弟子である。堅慧は空海の弟子とされ、かつては真言僧と考えられていたが、園城寺（三井寺）に伝わる「大唐国日本国付法血脈図記」によれば、やはり義真の弟子とされている。
室生寺は中世を通じ興福寺末寺であったが、江戸時代の元禄7年（1694年）に護持院隆光の拝領するところとなり、護国寺末の真言寺院となった。翌年、徳川綱吉生母の桂昌院は室生寺に2千両を寄進し、これをもとに堂塔の修理が行われた。元禄11年（1698年）、室生寺は真言宗豊山派の一本寺となって護国寺から独立し、現代に至る。
1964年（昭和39年）には真言宗豊山派から独立し、真言宗室生寺派の大本山となった。

## 金堂

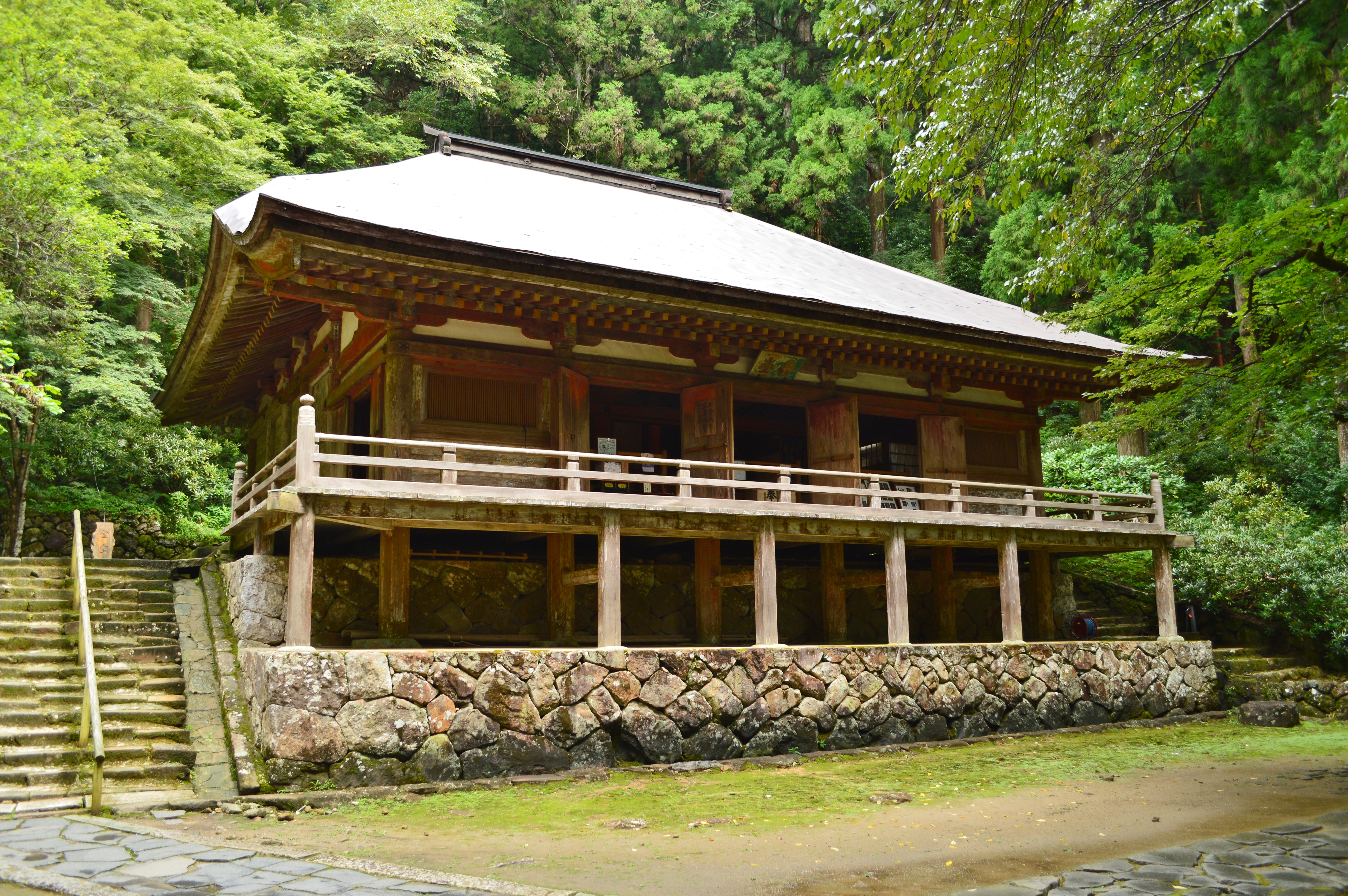
金堂

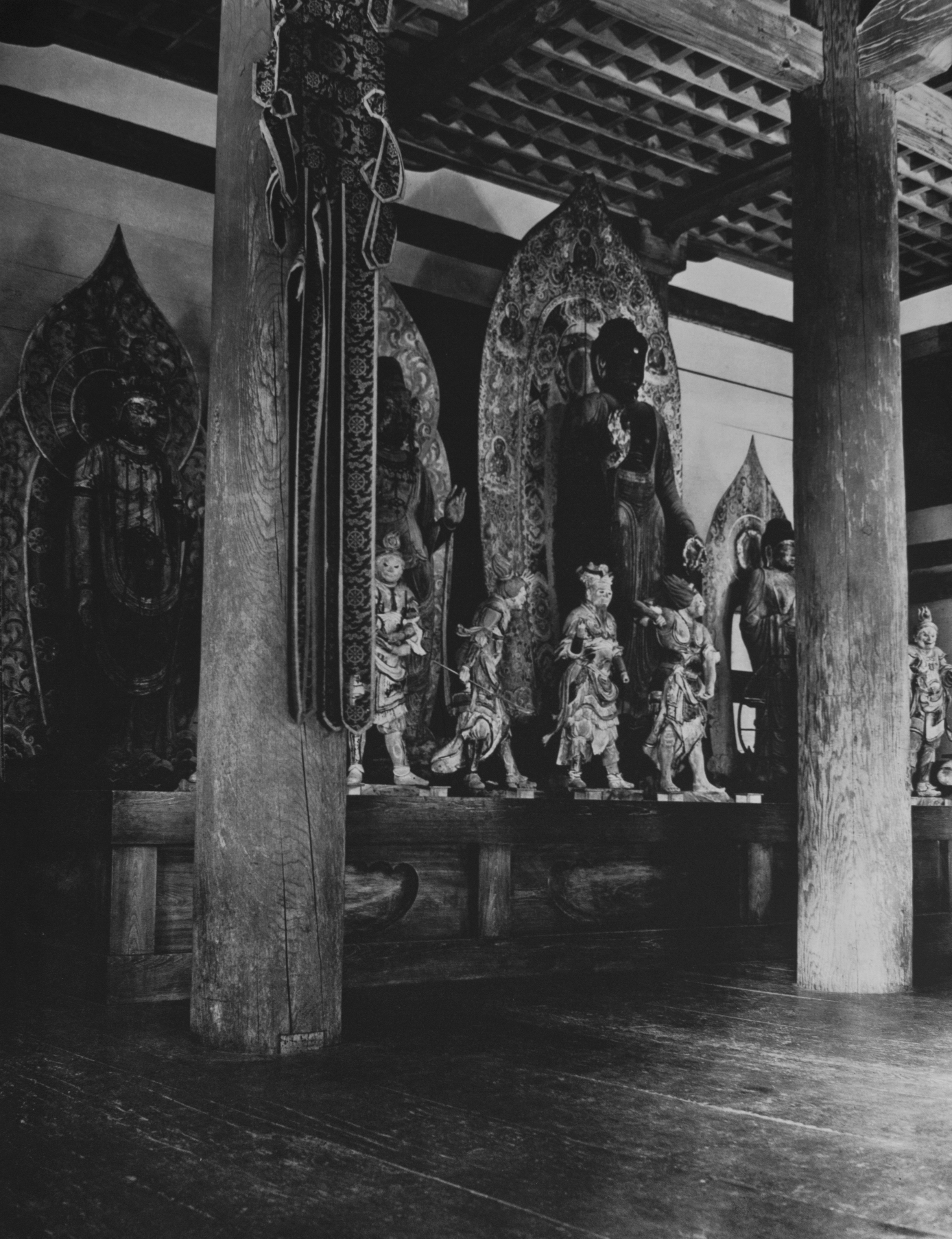
金堂須弥壇（寶物殿開設以前）左から十一面観音、文殊菩薩、釈迦如来、薬師如来、地蔵菩薩（この写真では見えない）の各像。手前に立つのは十二神将像。

国宝。屋根は寄棟造、杮葺き。桁行（正面）5間、梁間（側面）5間（「間」は長さの単位ではなく柱間の数を意味する）で、桁行5間、梁間4間の正堂（しょうどう、内陣）の手前に、梁間1間の礼堂（らいどう）を孫庇として付した形になる。孫庇部分は片流れ屋根となり、両端を縋破風（すがるはふ）として収めている。堂は段差のある地盤に建っており、建物前方の礼堂部分は斜面に張り出して、床下の長い束（つか）で支えている。このような建て方を「懸造（かけづくり）」と言い、山岳寺院によく見られる。正堂部分は平安時代前期（9世紀後半）の建立であるが、鎌倉時代末期に大修理を受け、多くの部材が取り替えられている。礼堂部分は寛文12年（1672年）に付け加えられたもの。堂内に安置されていた仏像のうち、一部は2020年開設の寶物殿に移されている。かつては須弥壇上に向かって左から十一面観音立像（国宝）、文殊菩薩立像（重要文化財）、釈迦如来立像（国宝）、薬師如来立像（重要文化財）、地蔵菩薩立像（重要文化財）を横一列に安置し、これらの像の手前には十二神将立像（重要文化財）が立っていた。このうち、十一面観音立像及び地蔵菩薩立像ならびに十二神将立像のうち6体は寶物殿に移されている。
須弥壇上には前述のように5体の仏像を横一列に安置していたが、須弥壇部分の柱間が3間であることから、当初の安置仏像は3体であったと推定される。造立年代は釈迦如来像と十一面観音像が9世紀、他の3体が10世紀頃とみられる。中尊像は現在は釈迦如来と呼ばれているが、光背に七仏薬師像を表すことなどから、本来は薬師如来像として造立されたものである。5体の仏像はいずれも板光背（平らな板に彩色で文様を表した光背）を負うが、地蔵菩薩像の光背は、像本体に比べて不釣り合いに大きく、本来この地蔵像に付属していたものではない。宇陀市室生三本松の中村区所有（安産寺）の地蔵菩薩立像（重要文化財）は、室生寺の釈迦如来立像と作風が近い。また、室生寺地蔵菩薩像の板光背は、中村区地蔵菩薩像の像高に合致するものである。以上のことから、中村区地蔵菩薩像は本来室生寺金堂に安置されていたものであり、室生寺地蔵菩薩像の板光背は、本来、中村区像に付属していたものであると見るのが定説となっている。

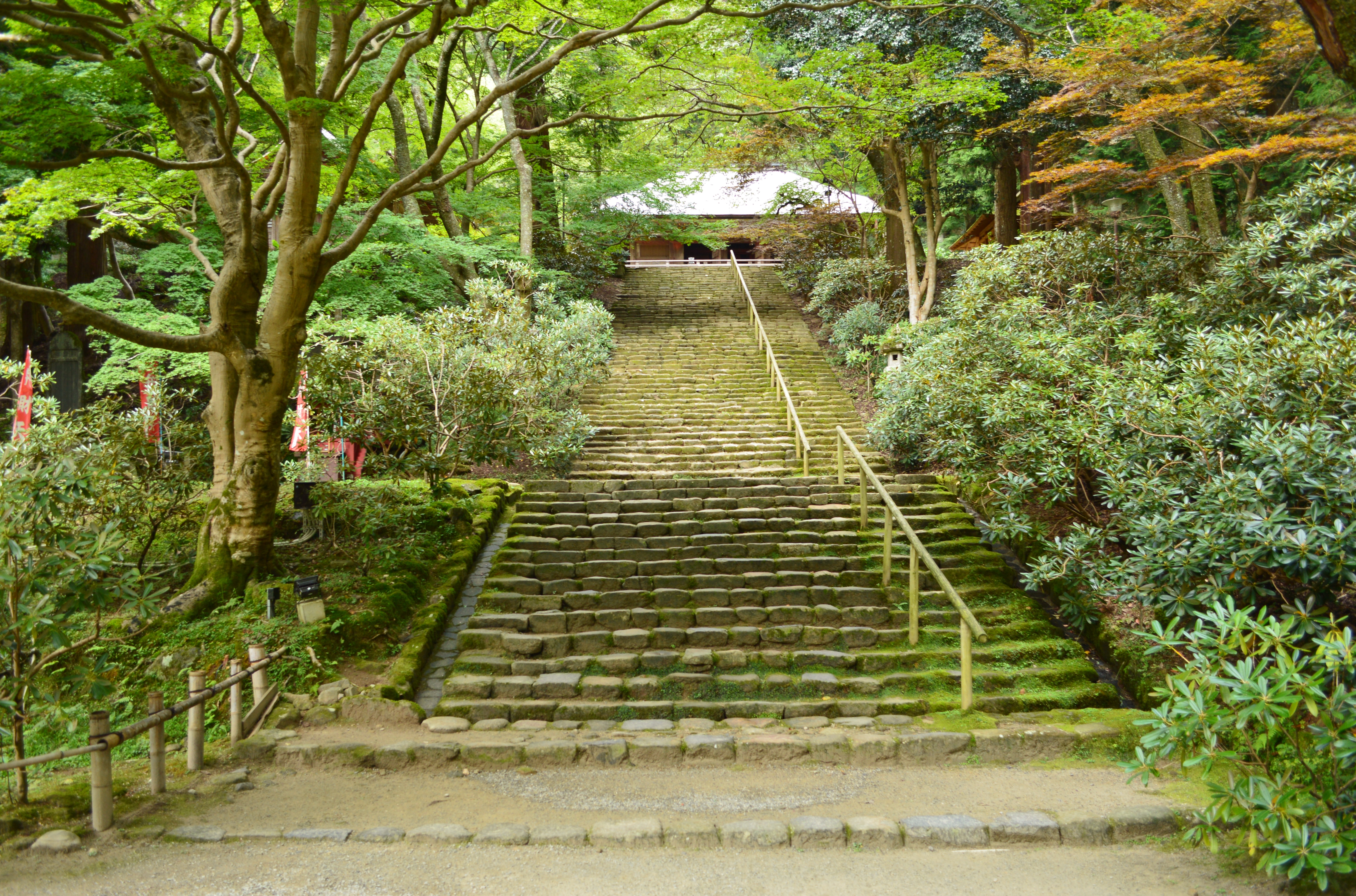
金堂前の鎧坂

### 金堂壁画

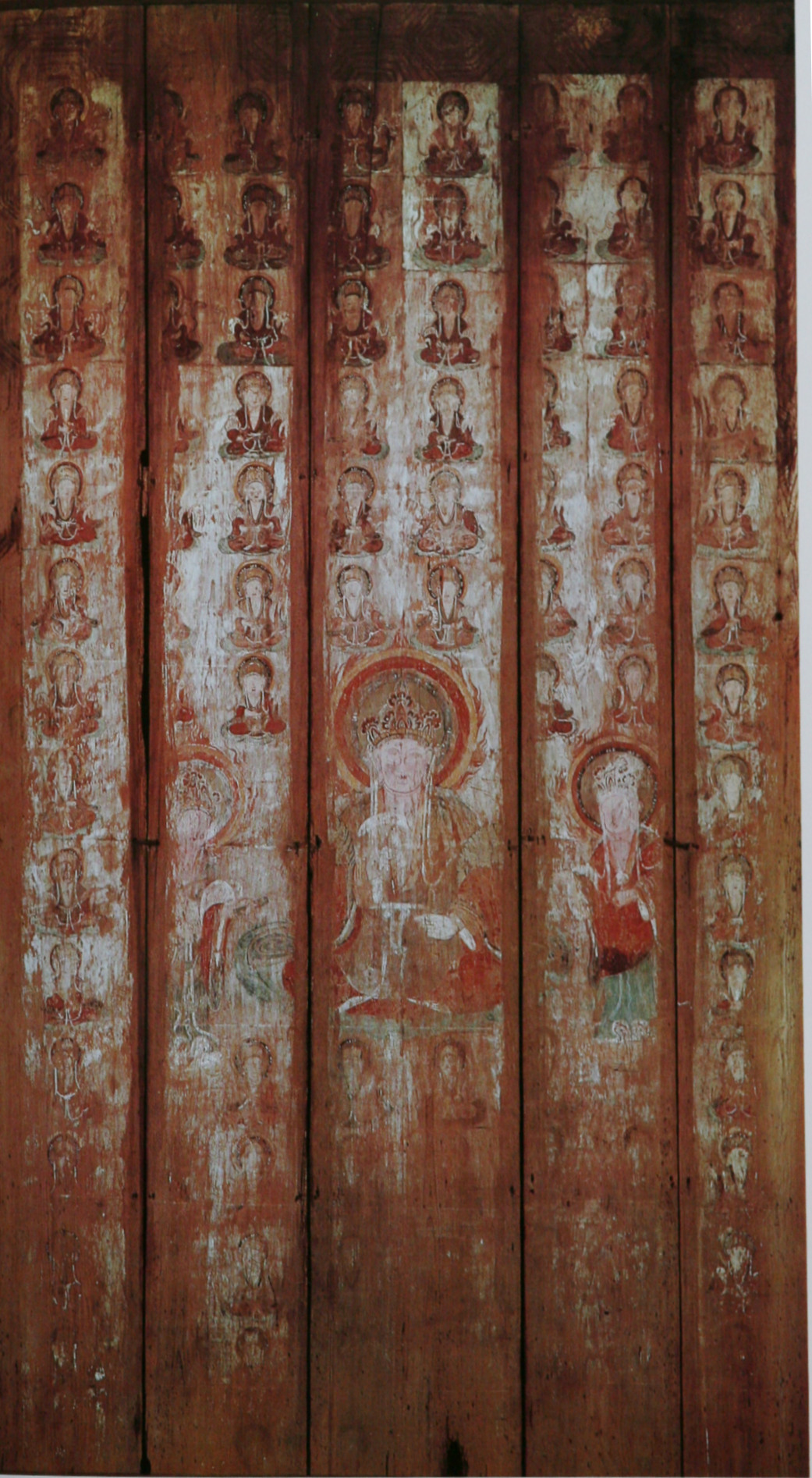
伝 帝釈天曼荼羅

国宝。金堂の来迎壁（諸仏を安置する内陣須弥壇の背後にある壁）の中央部に描かれている壁画で、「板絵著色伝帝釈天曼荼羅図（金堂来迎壁）」の名称で国宝に指定されている。来迎壁の真正面に金堂本尊の釈迦如来像が立っているため、一般拝観者からは壁画はごく一部しか見えない。壁画は縦長のヒノキ材の板を横方向に5枚繋げた上に描かれ、白土下地に彩色とする。現状の寸法は、縦351.0 x 192.5センチメートルである。画面の中央やや下寄りに主尊（壁画全体の中心となる尊像）の三尊像が描かれ、その周囲は横に8列、縦に15段に諸仏が整然と並ぶ。画面の下方は絵具の剥落が著しく、図柄が判然としないが、縦の段はもとは16段あったとみられる。三尊像の中尊は、がいとう衣という唐風の衣を着け、くゆ座という毛織物の台座の上に坐る。左手には独鈷杵（とっこしょ、仏具の一種）を持ち、右手には、絵具の剥落のために判然としないが、何か三日月形のものを持つ。この壁画の主題は諸説あり不明であるが、1912年（明治45年）、美術雑誌『國華』に「帝釈天曼荼羅」として紹介されて以来、「伝帝釈天曼荼羅」と称されている。「帝釈天曼荼羅」という題名は、主尊の右手の持物を払子（ほっす、帝釈天の持物の一つ）と見なしたことによるものだが、前述のように、この持物が何であるかは現状の画面では判然としない。金堂の来迎壁は3間（柱が4本立ち、柱間が3つある意）だが、壁画があるのは中央間のみで、左右の間には何も描かれていない。左右の間を空白にしておくのは不自然であることに加え、中央間の壁画も取り付け方が雑であることから、この壁画は外部から移入されたものとする説もある。様式的にみると、本作は東寺御影堂不動明王像に付属する天蓋の絵画（9世紀前半）よりは遅れるが、天暦5年（951年）の醍醐寺五重塔初層壁画よりは先行し、9世紀後半頃に位置付けされる。当該時期の数少ない絵画作品の現存例として貴重である。

## 五重塔

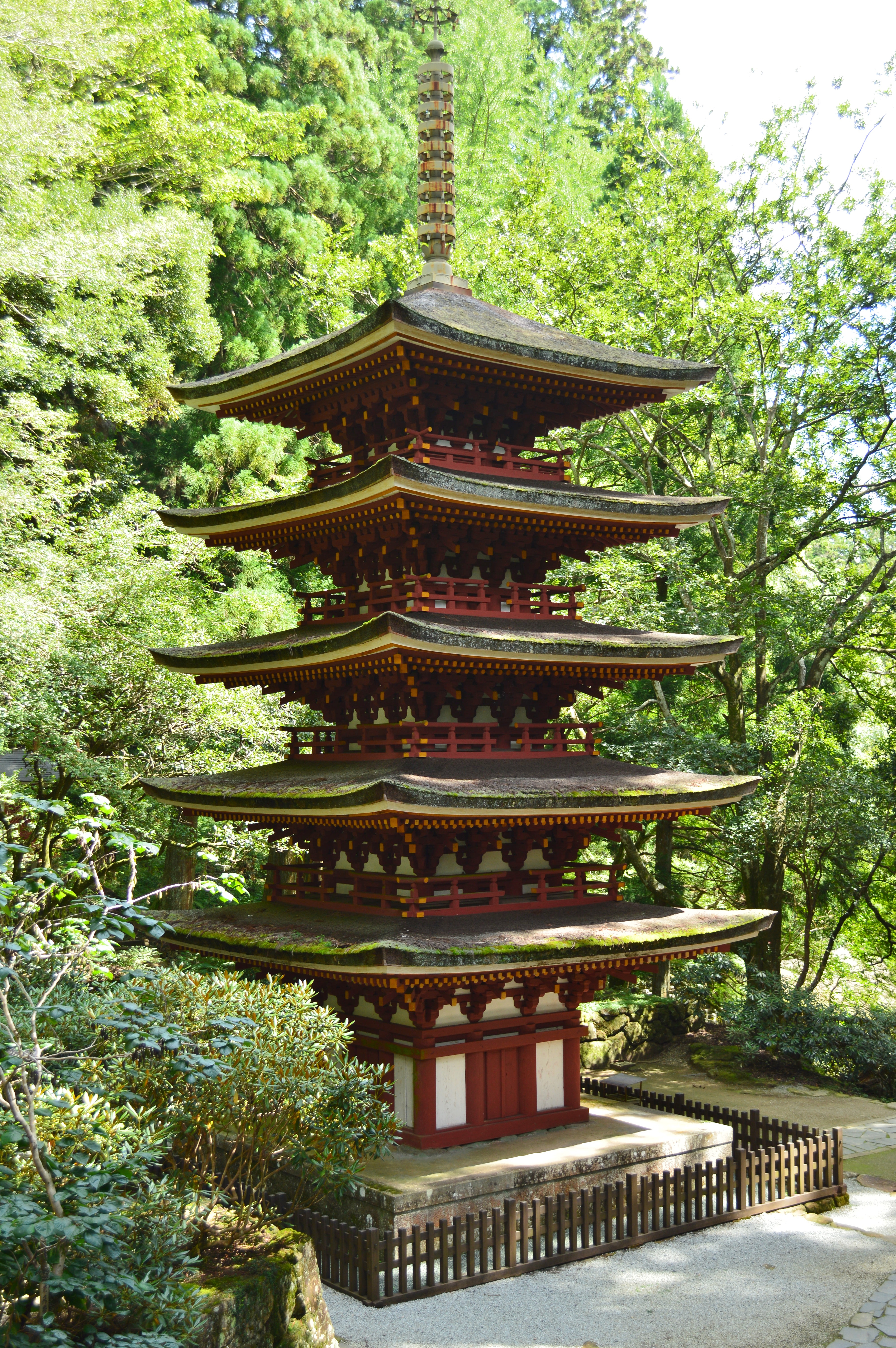
五重塔

国宝。延暦19年（800年）頃の建立で、木部を朱塗りとする。屋外にある木造五重塔としては、法隆寺塔に次ぎわが国で2番目に古く、国宝・重要文化財指定の木造五重塔で屋外にあるものとしては日本最小である。高さは16メートル強、初重は1辺の長さ2.5メートルの小型の塔で、高さは興福寺五重塔の3分の1ほどである。
通常の五重塔は、初重から1番上の5重目へ向けて屋根の出が逓減（次第に小さくなる）されるが、この塔は屋根の逓減率が低く、1重目と5重目の屋根の大きさがあまり変わらない。その他、全体に屋根の出が深く、厚みがあること、屋根勾配が緩いこと、小規模な塔の割に太い柱を使用していることなどが特色である。屋根の大きさが1重目と5重目とで変わらないのに対し、塔身は上へ行くにしたがって細くなり、5重目の一辺は1重目の6割になっている。しかし、斗（ます）、肘木などの組物の大きさは同じなので、5重目では組物と組物の間隔が非常に狭くなっている。側柱（外面の柱）の径は1重目が28センチ、2重目以上が23センチである。日本の他の仏塔では、最上部の九輪の上に「水煙（すいえん）」という飾りが付くが、この塔では水煙の代わりに宝瓶（ほうびょう）と称する壺状のものがあり、その上に八角形の宝蓋（ほうがい）という傘状のものが乗っている珍しい形式である。寺伝では、創建にかかわった僧侶修円がこの宝瓶に室生の竜神を封じ込めたとされる。
心柱には江戸時代の明和5年（1768年）の修理銘を記した銅板が打ち付けられており、1900年（明治33年）から翌年にかけても半解体修理が行われた。このほか、部材には鎌倉時代末期頃のものが含まれることから、その頃にも一度修理を受けていることがわかる。部材には当初材のほか、鎌倉時代、江戸時代（明和）、明治時代のものが含まれ、各重の側柱には明和と明治の修理で取り換えられたり、当初位置から移動しているものが多い。屋根は建立当初は板葺きで、明和の修理で檜皮葺きに変更したものとみられる。
五重塔は、1998年（平成10年）9月22日、台風7号の強風でそばの杉（高さ約50メートル）が倒れた際に屋根を直撃、西北側の各重部の屋根・軒が折れて垂れ下がる大被害を受けた。しかし、心柱を含め、塔の根幹部は損傷せずに済み、復旧工事を1999年（平成11年）から2000年（平成12年）にかけ行った。修理に際し奈良文化財研究所により、当初材を年輪年代測定法で調査したところ、延暦13年（794年）頃に伐採されたものであることが判明した。このことからも塔の建立年代を延暦19年（800年）頃とする従来の定説が裏付けられた。

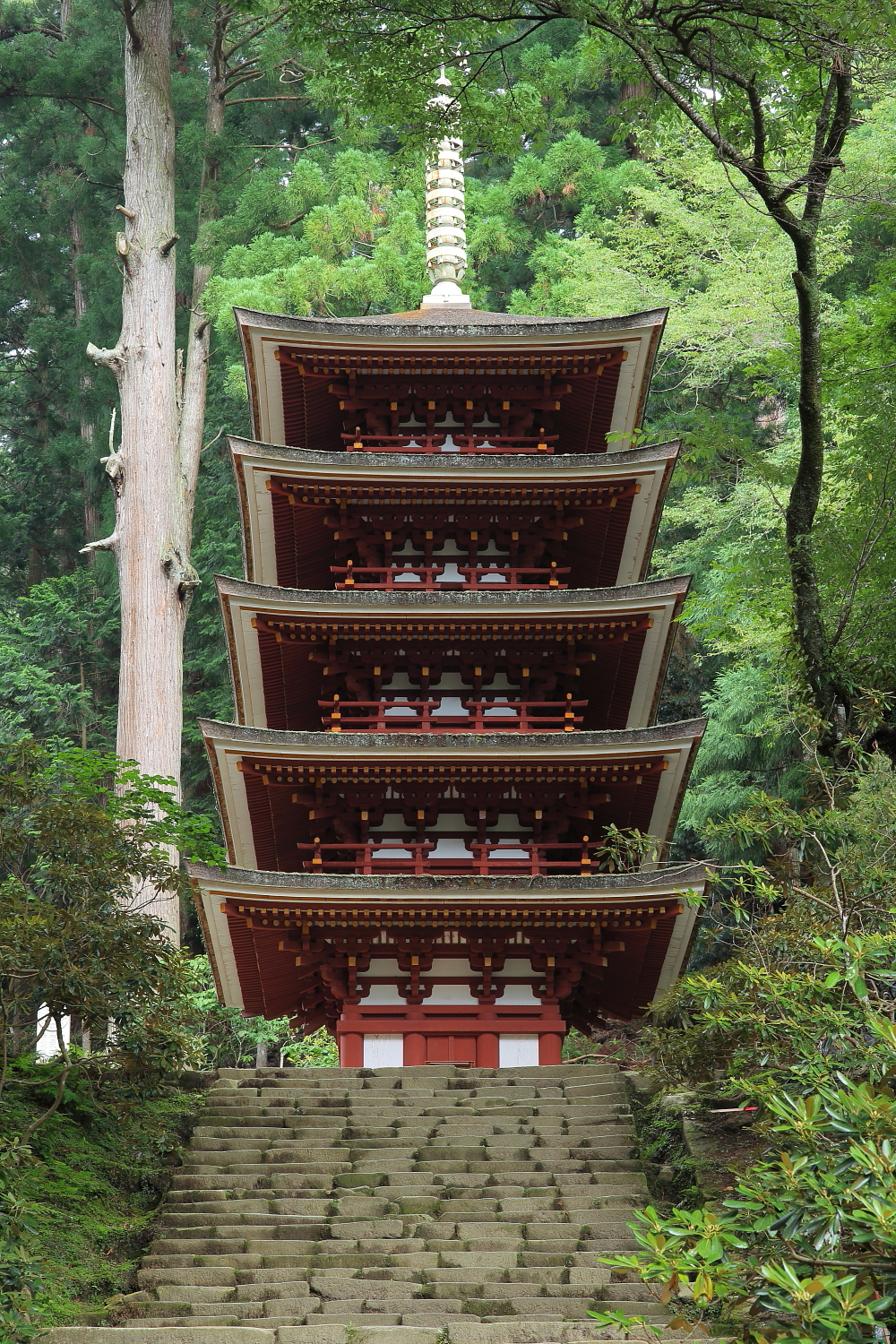
正面
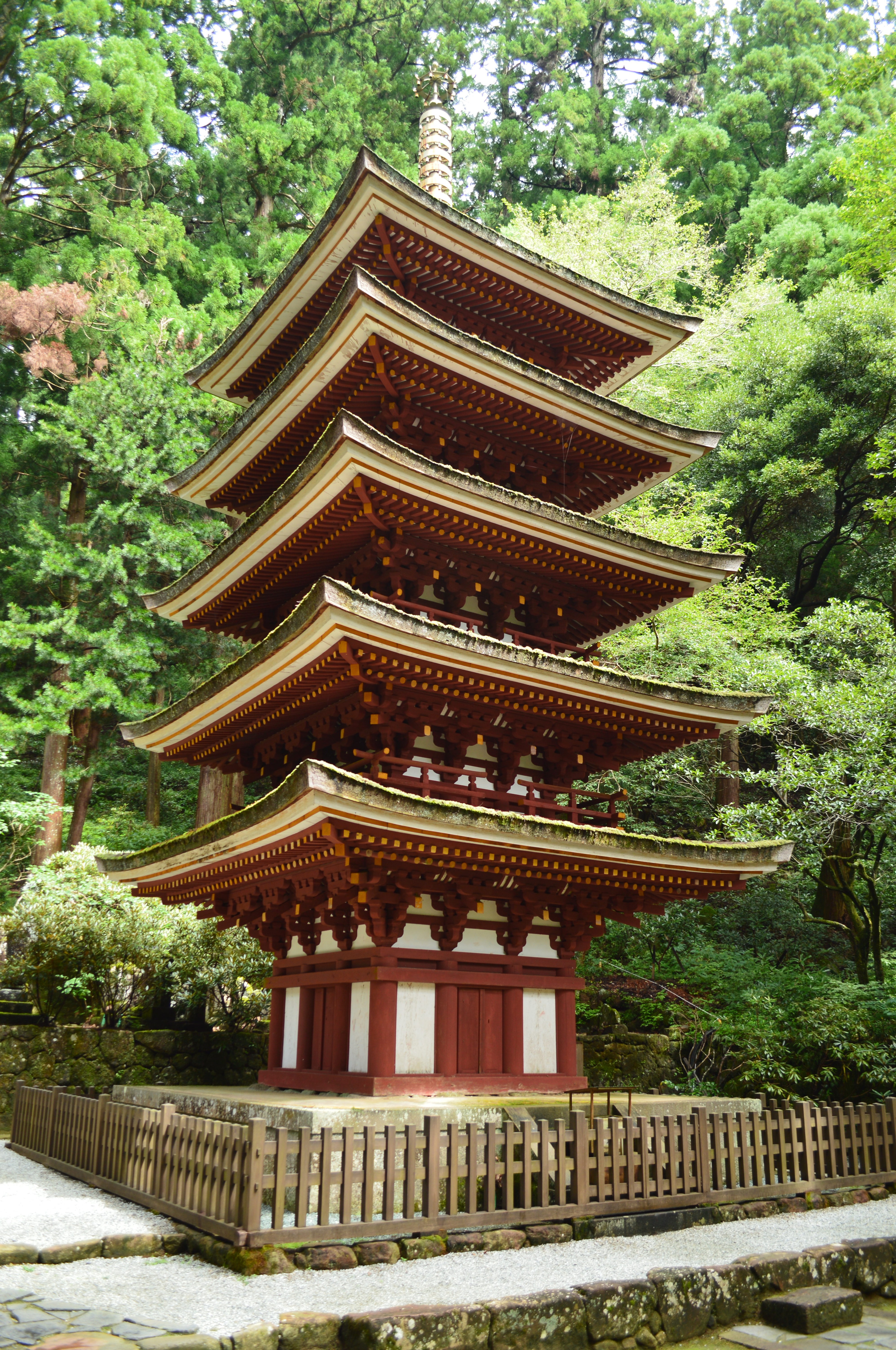
南西から望む
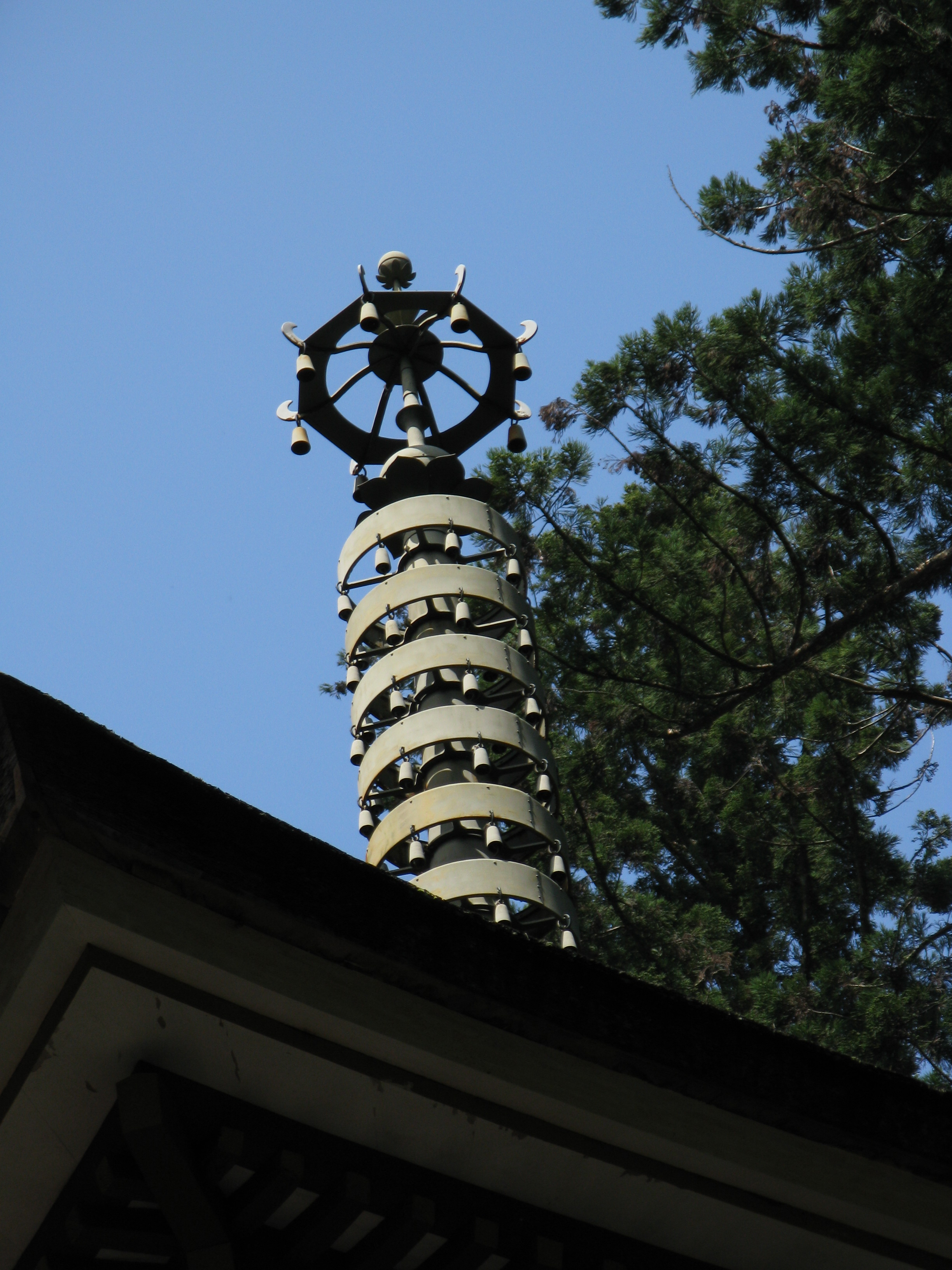
五重塔の相輪 通常の塔にみられる水煙（すいえん）の代わりに傘蓋がある。

## 境内
室生山の山麓から中腹にかけてが境内となっている、典型的な山岳寺院である。室生川に架かる朱塗りの太鼓橋を渡ると、正面が本坊で、右方にしばらく行くと仁王門（近代の再建）がある。仁王門を過ぎ最初の急な石段（鎧坂<よろいざか>という）を上がると、正面に金堂（平安時代、国宝）、左に弥勒堂（鎌倉時代、重要文化財）がある。さらに石段を上ると如意輪観音を本尊とする本堂（鎌倉時代、国宝）があり、その左後方の石段上に五重塔（平安時代初期、国宝）がある。五重塔脇からさらに400段近い石段を上ると、空海を祀る奥の院御影堂（みえどう）、室町時代前期、重要文化財）に達する。五重塔の先の橋を渡った先の左側の岩尾根上には、修行用行場の登山道も認められるが、一般参拝者は立入禁止となっている。
- 本堂（灌頂堂、国宝） - 室生寺の密教化が進んでいた鎌倉時代後期、延慶元年（1308年）の建立。入母屋造、檜皮葺き。桁行5間、梁間5間。梁間5間のうち、手前2間を外陣、奥の3間を内陣とする。この堂は灌頂堂（かんじょうどう）とも称され、灌頂という密教儀式を行うための堂である。内陣中央の厨子には如意輪観音坐像（重要文化財）を安置し、その手前左右の壁には両界曼荼羅（金剛界曼荼羅、胎蔵界曼荼羅）を向かい合わせに掛け、灌頂堂としての形式を保持している。正面は5間とも和様の蔀戸（しとみど）とするが、両側面の前方2間は桟唐戸とする。桟唐戸の使用や、頭貫の木鼻などに大仏様（だいぶつよう）の要素がみられる[17]。
- 五輪塔（伝北畠親房の墓、重要文化財） - 室町時代前期建立。
- 五重塔（国宝） - 延暦19年（800年）頃の建立。解説は既述。
- 織田廟（織田信雄の墓）
- 修円廟
- 薬師堂 - 室生山八十八ヶ所第六番霊場。
- 桂昌院塔
- 本庄氏塔
- 奥の院
  - 御影堂（大師堂、重要文化財） - 各地にある大師堂の中でも最古の堂の一つである。
  - 七重石塔
  - 常燈堂（位牌堂）
  - 骨堂
  - 御供所
- 金堂（国宝） - 平安時代前期の建立。解説は既述。
- 天神社
  - 拝殿
- 弥勒堂（重要文化財） - 鎌倉時代前期の建築だが、江戸時代に大幅に改造されている。入母屋造、杮葺き。桁行3間、梁間3間。堂内中央の厨子に本尊弥勒菩薩立像（重要文化財）を安置する。右側にはかつては国宝の釈迦如来坐像があったが、寳物殿に移されている。左の奥には文化財には未指定だが、神変大菩薩（役小角）像が安置されていて、山岳信仰の影響が認められる。現在は右側に移されている。元は修円が興福寺に創設した伝法院であり、後に当寺に移設したものと伝えられている。元は南向きであったのを室町時代に東向きに改められた。
- 弁財天社 - 鎧坂の脇にある。
- バン字池
- 仁王門
- 寳物殿 - 室生寺に伝わる国宝・重要文化財を、より良好な環境で後世に伝えるために、仁王門手前にあった授与所とトイレを改築して作られた。2017年（平成29年）に着工し2019年（平成31年）に完成したが、コンクリートの乾燥のために使用開始は2020年（令和2年）春とされた。しかし、同年の新型コロナウイルス感染症の流行の影響を受け、一般公開は同年9月5日に延期された[11]。旧金堂安置の十一面観音立像および地蔵菩薩立像ならびに十二神将立像のうちの6体、旧弥勒堂安置の釈迦如来坐像のほか、多くの文化財を収蔵展示する。2019年（平成31年）春には金堂の現状を最後に拝観できる機会として、堂内の特別入場拝観が行われた。
- 本坊
  - 庫裏
  - 表書院
  - 奥書院
  - 慶雲殿
  - 護摩堂
  - 土蔵
  - 鐘楼
  - 赤門
  - 本坊表門
- 三宝杉 - 室生寺参道に並び立っていた3本のスギ[18]。樹齢は約700年[18]。2022年に3本のうち西側の木が根元から室生川側に倒壊[18]。
- 納経塔（石造二重塔、重要文化財） - 平安時代後期。五重塔西側の如意山山頂にあるが、立入禁止である。

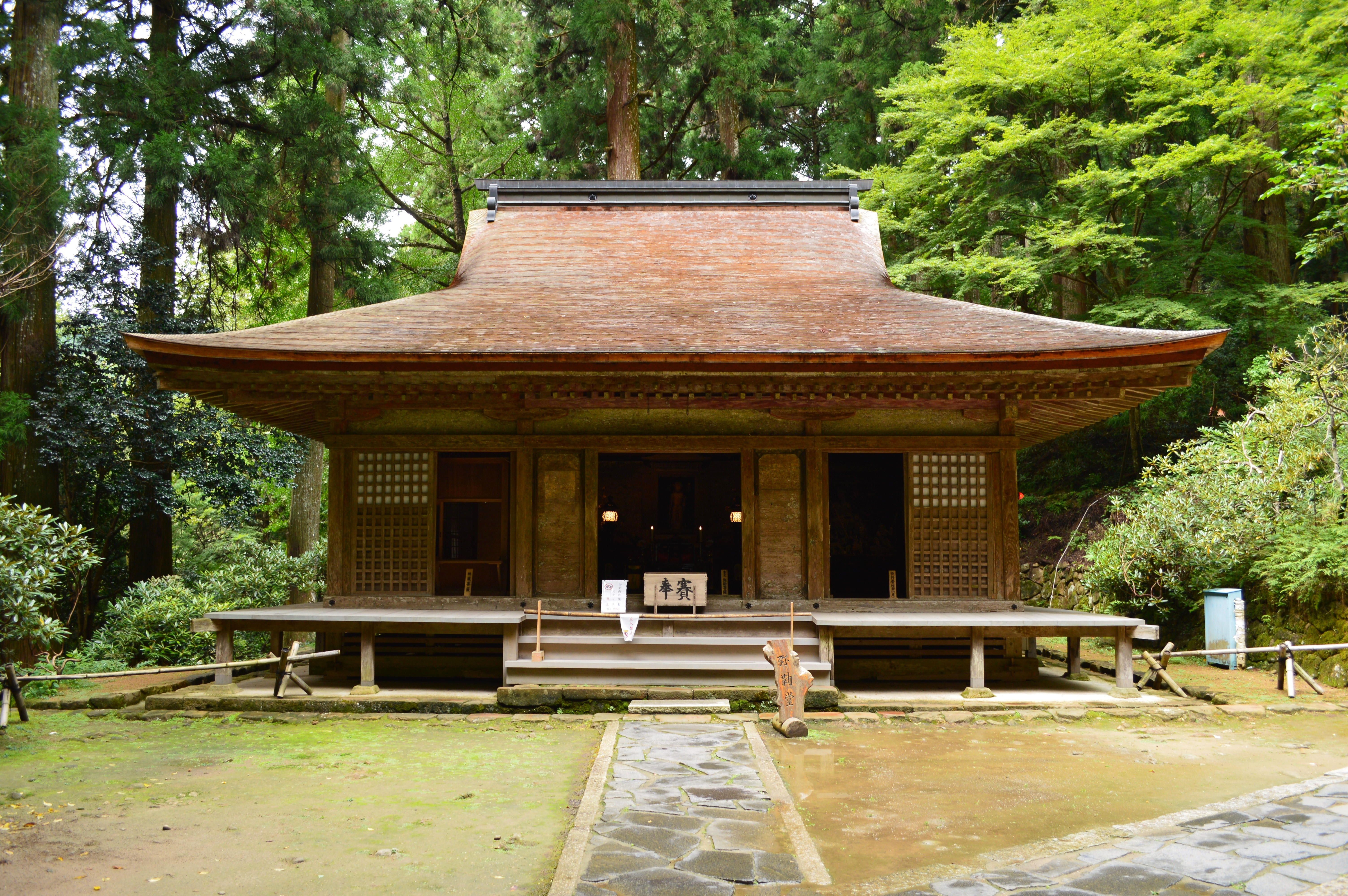
弥勒堂
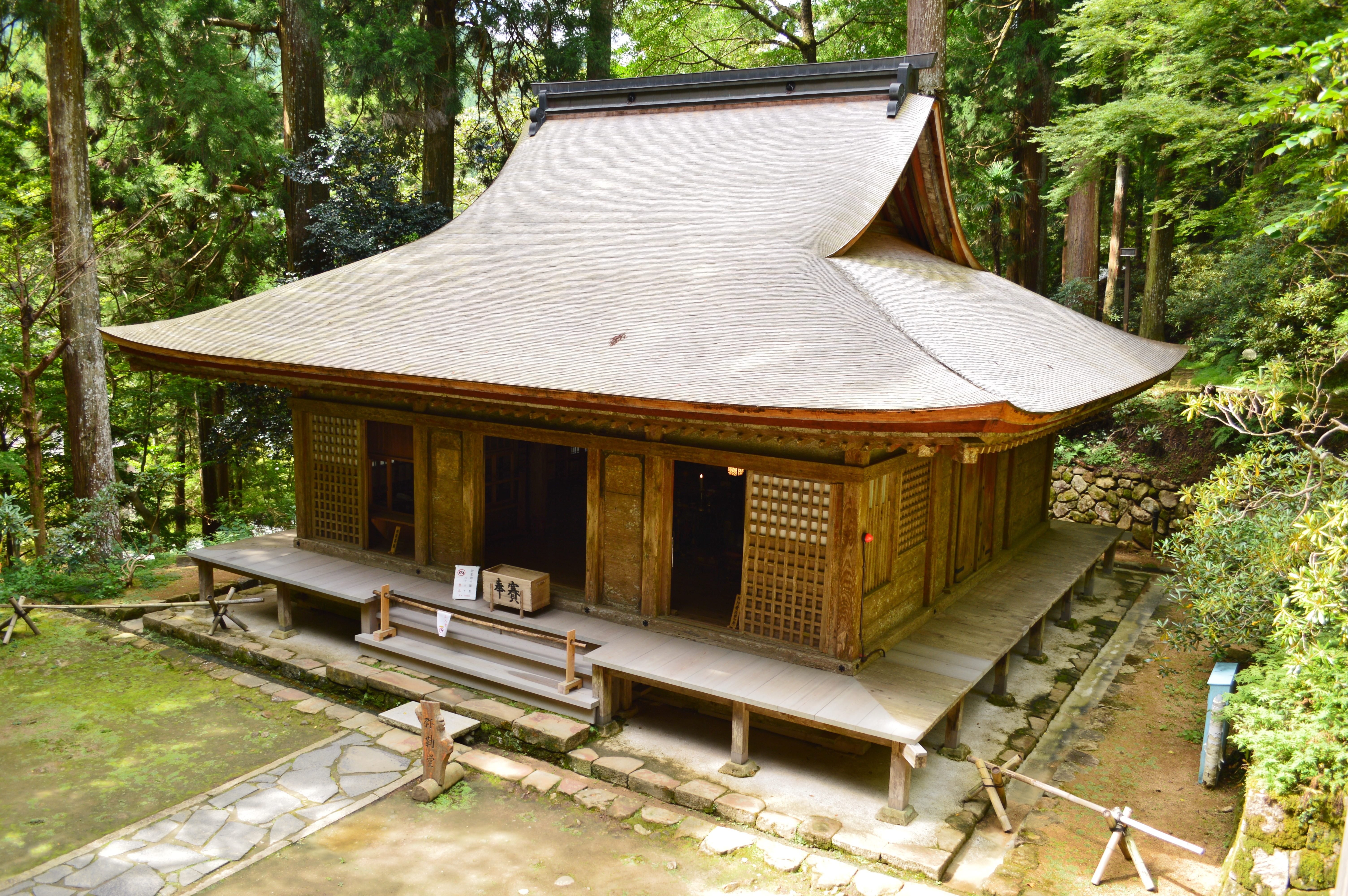
金堂から望む弥勒堂
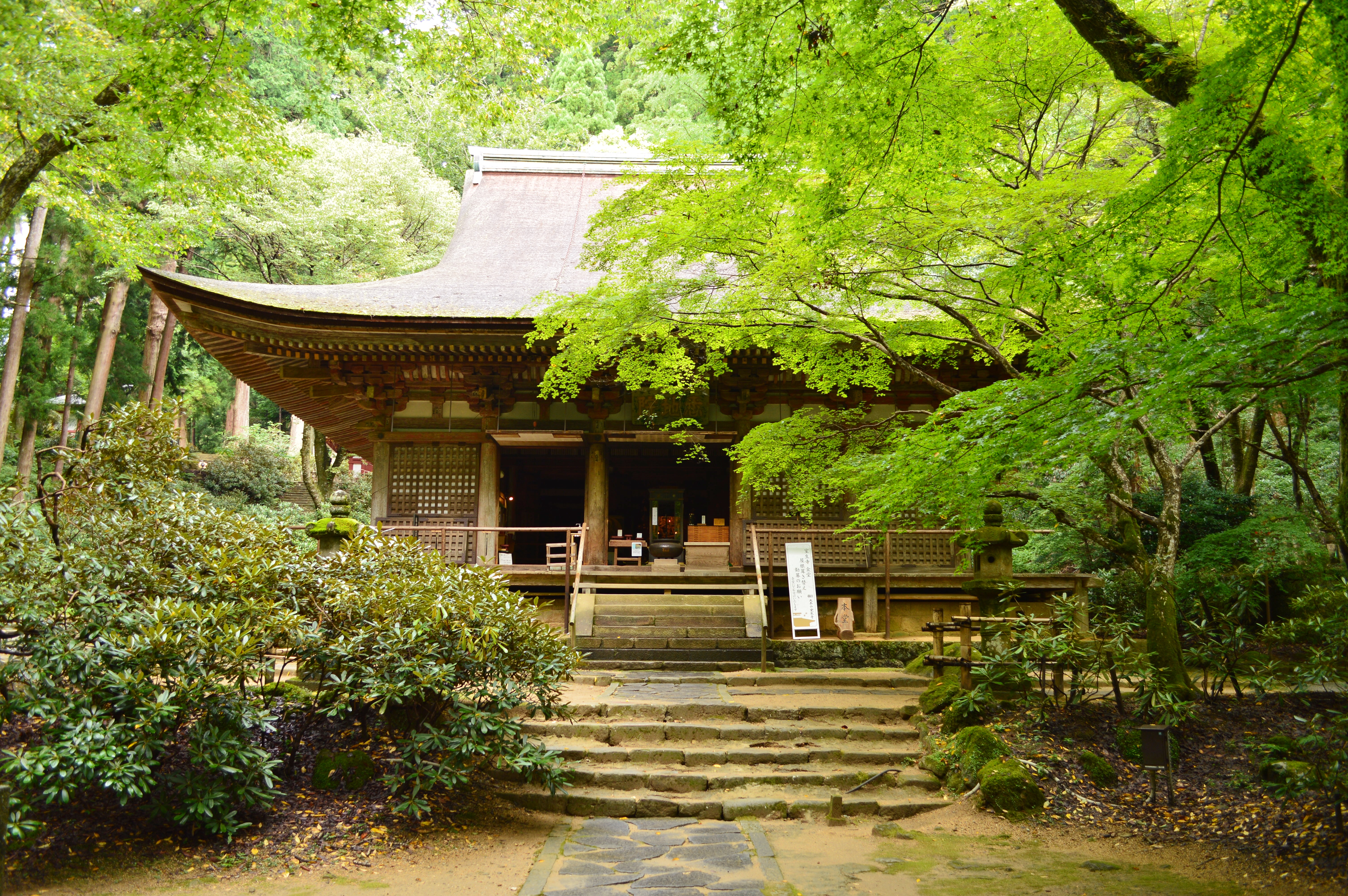
本堂（灌頂堂）
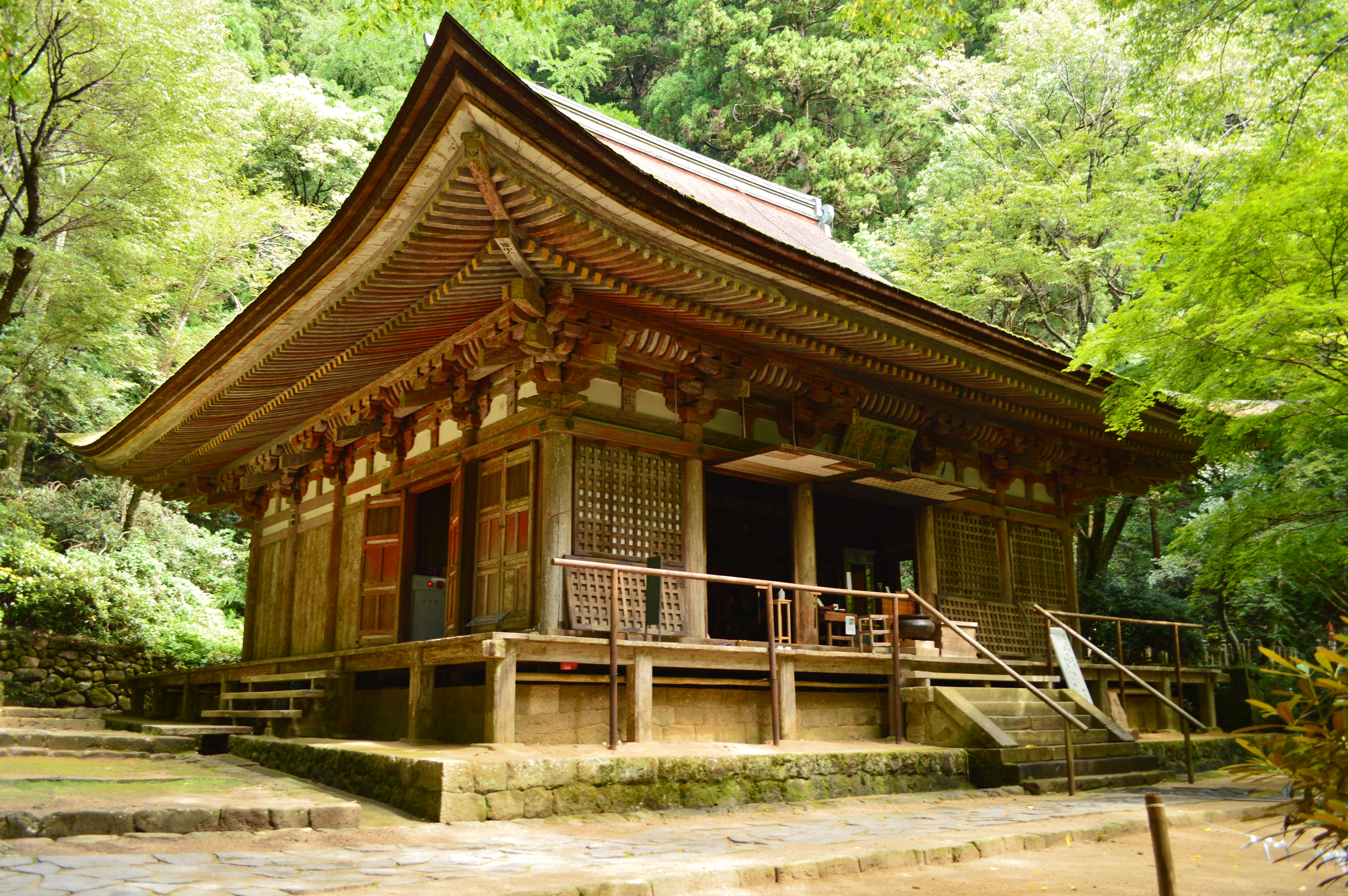
本堂（灌頂堂）
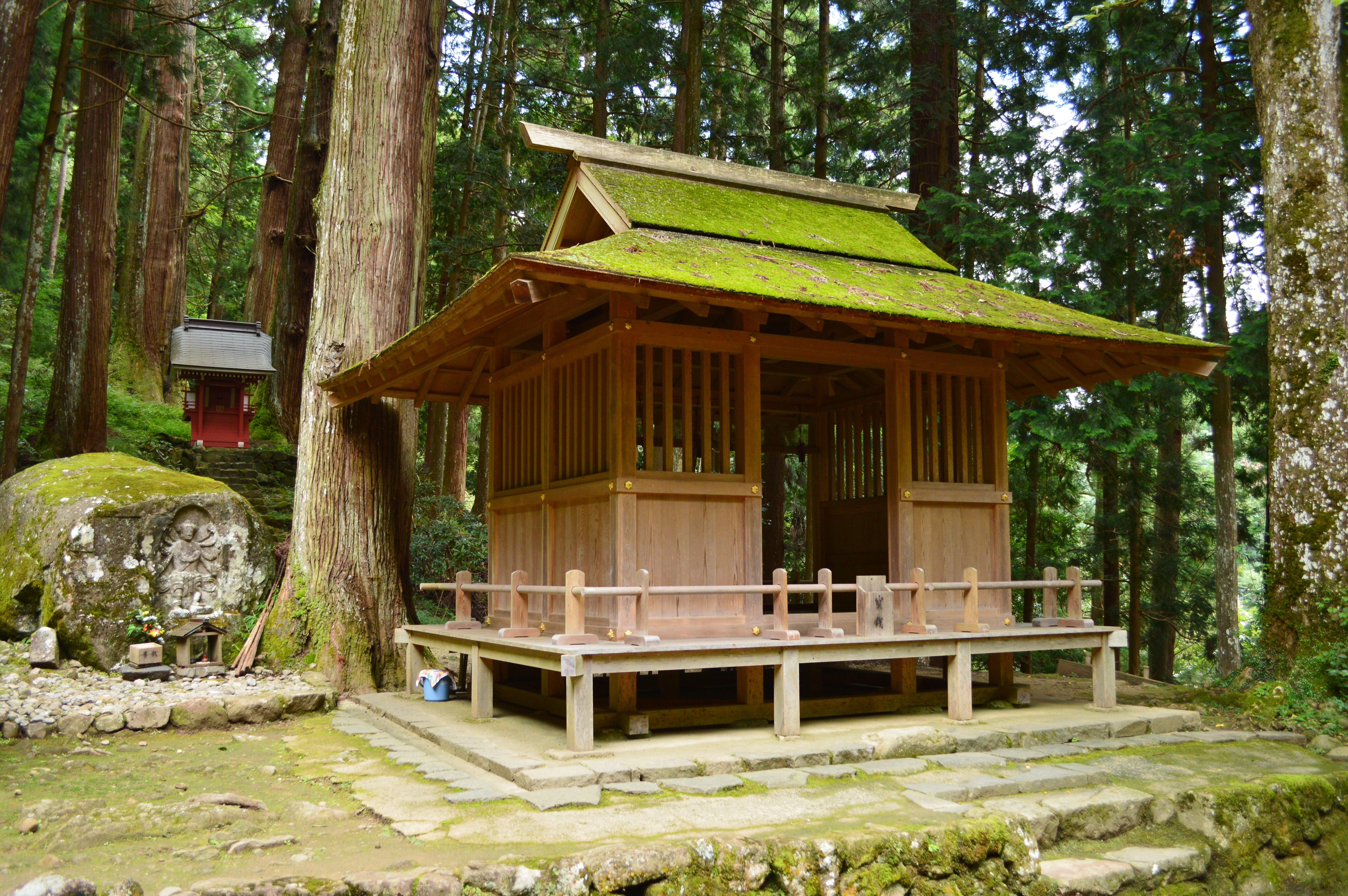
天神社
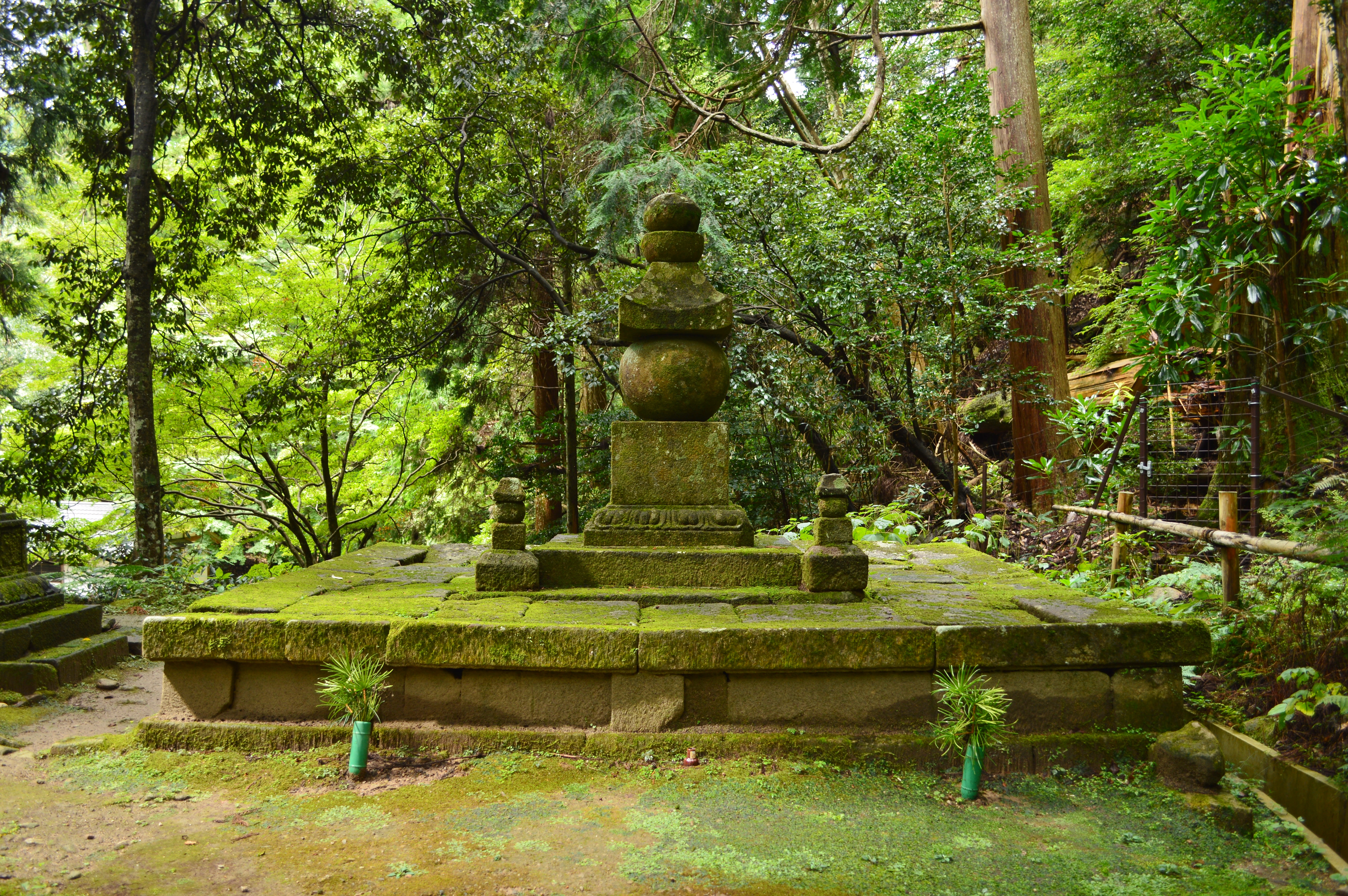
五輪塔（伝 北畠親房墓、重要文化財）
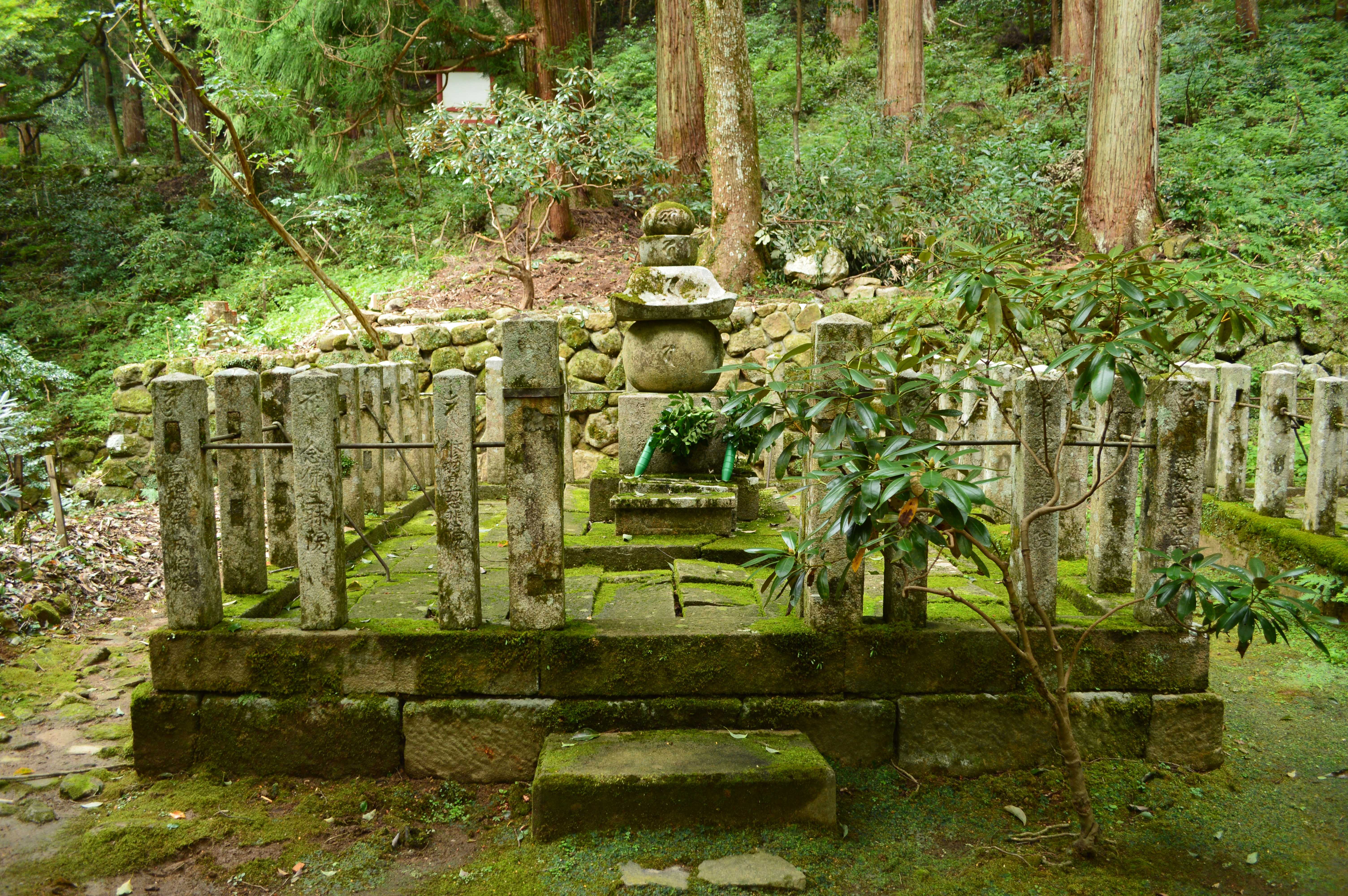
桂昌院塔
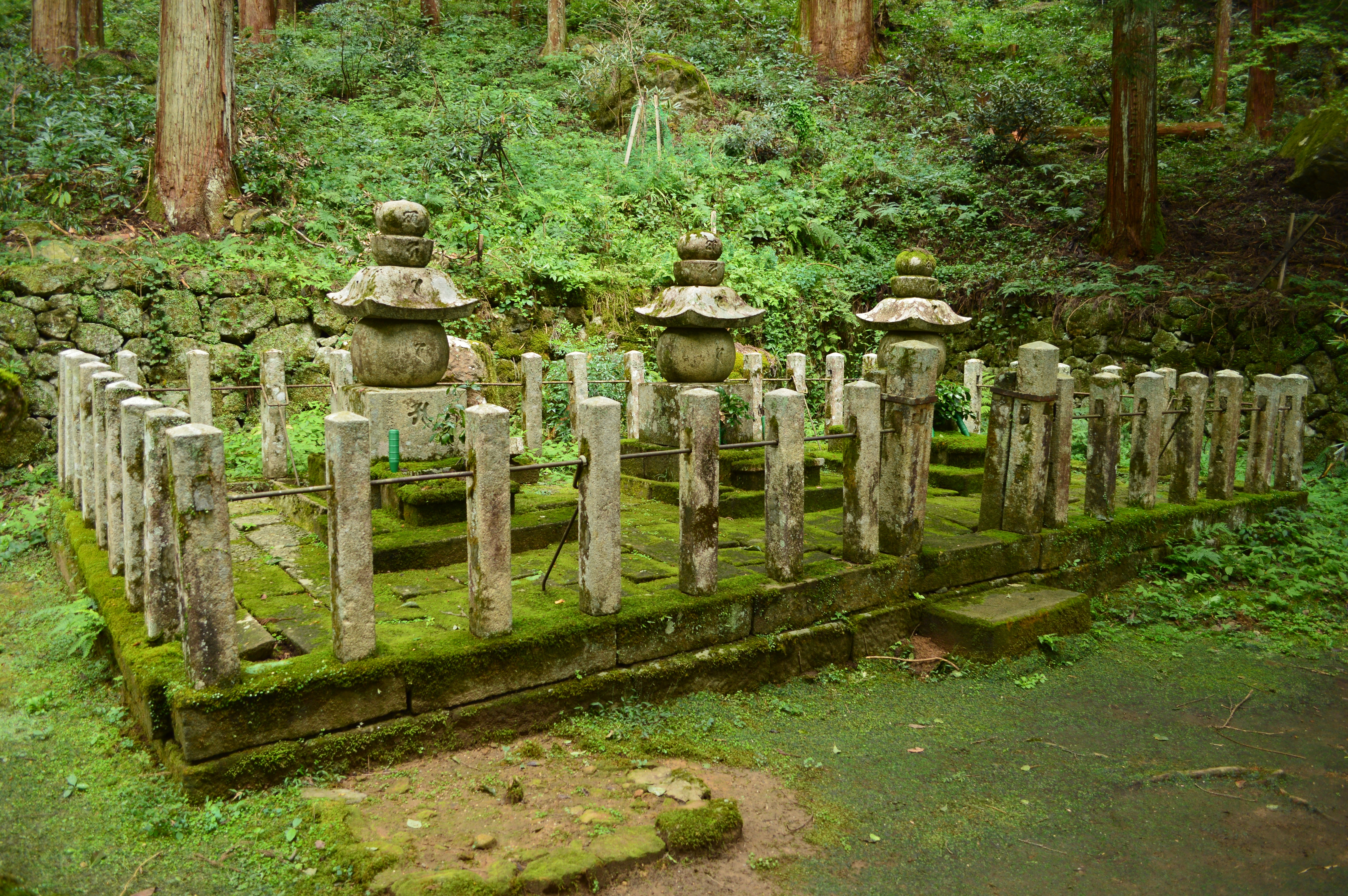
本庄氏塔
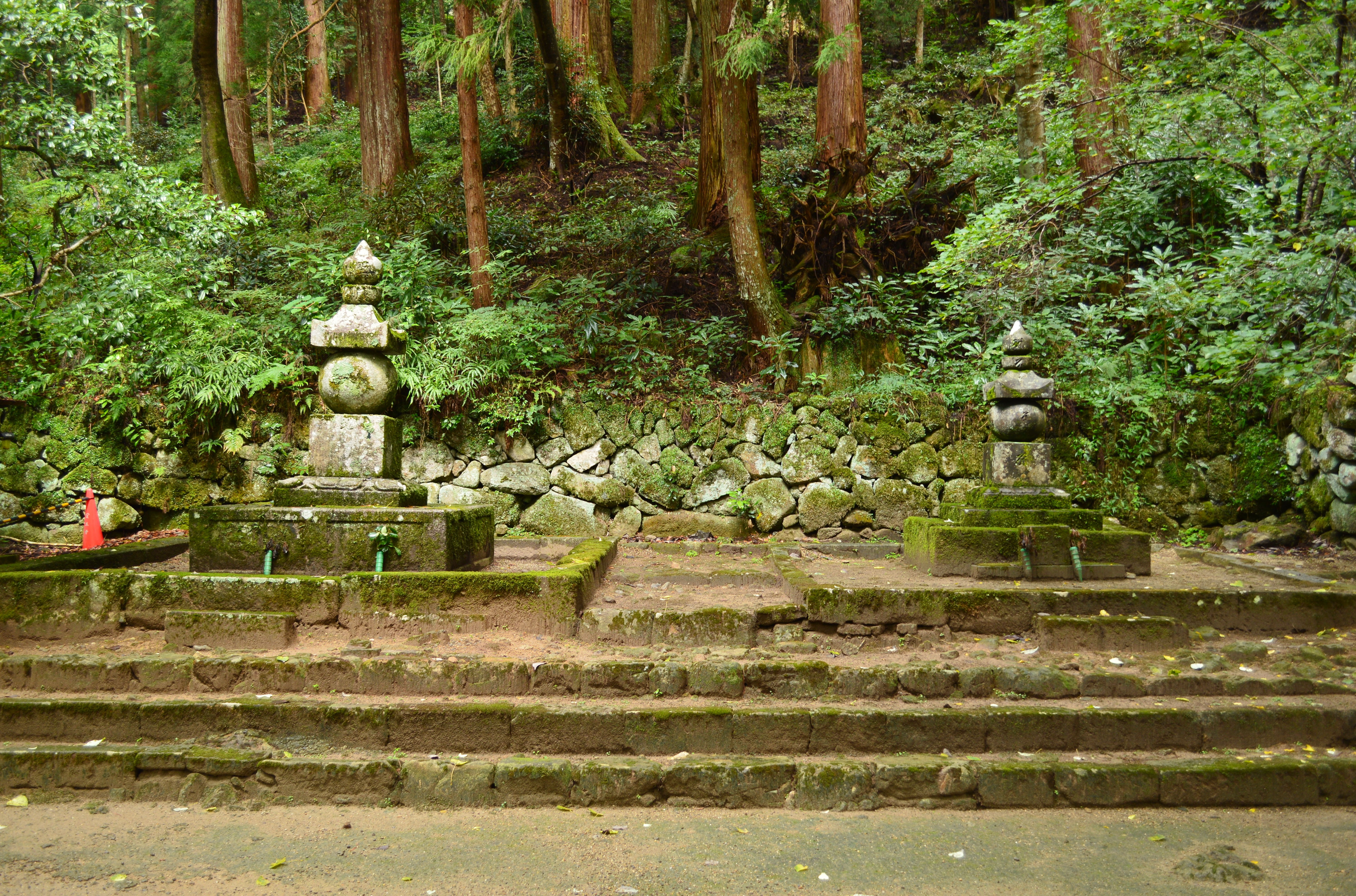
織田廟
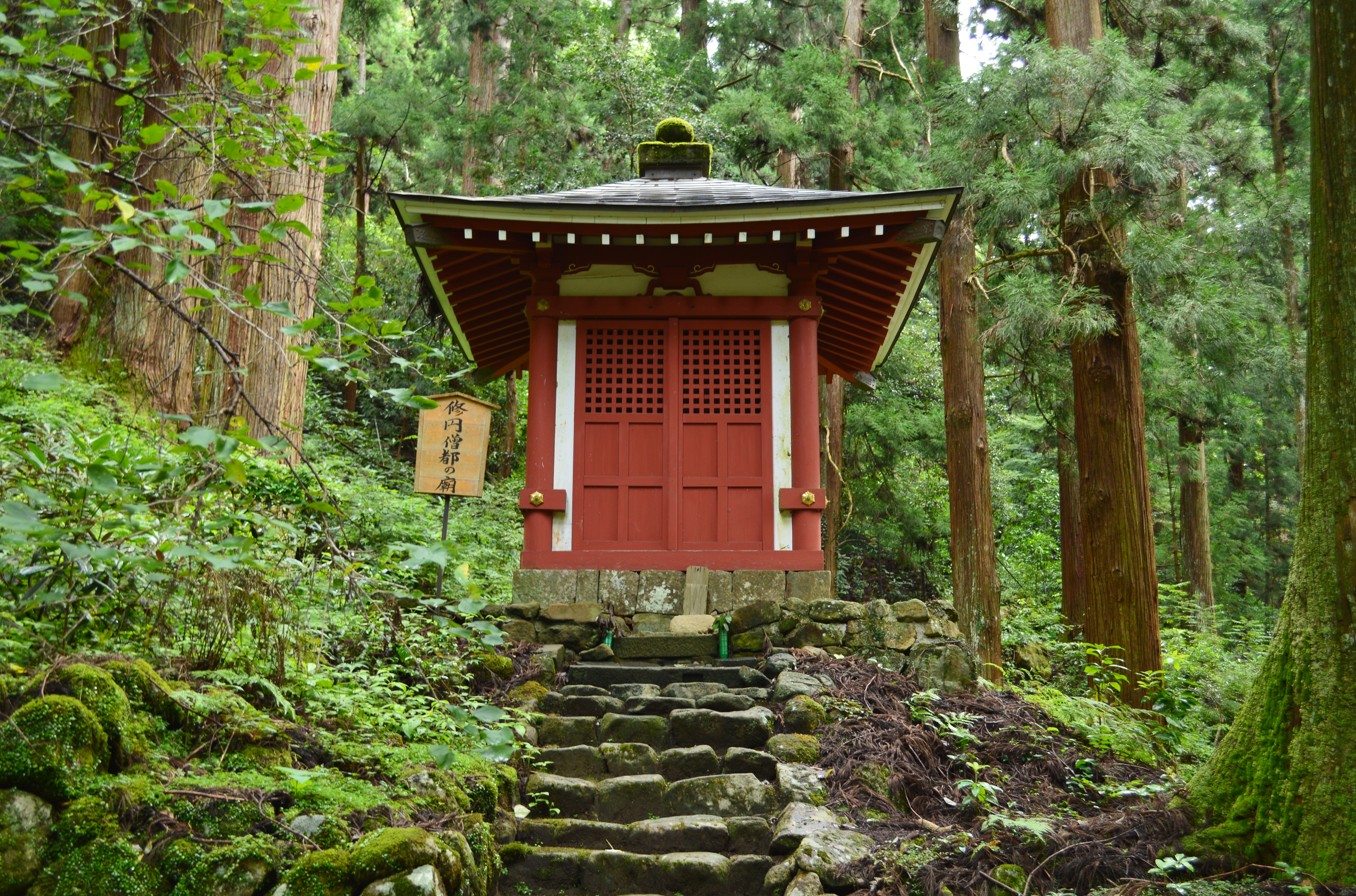
修円廟
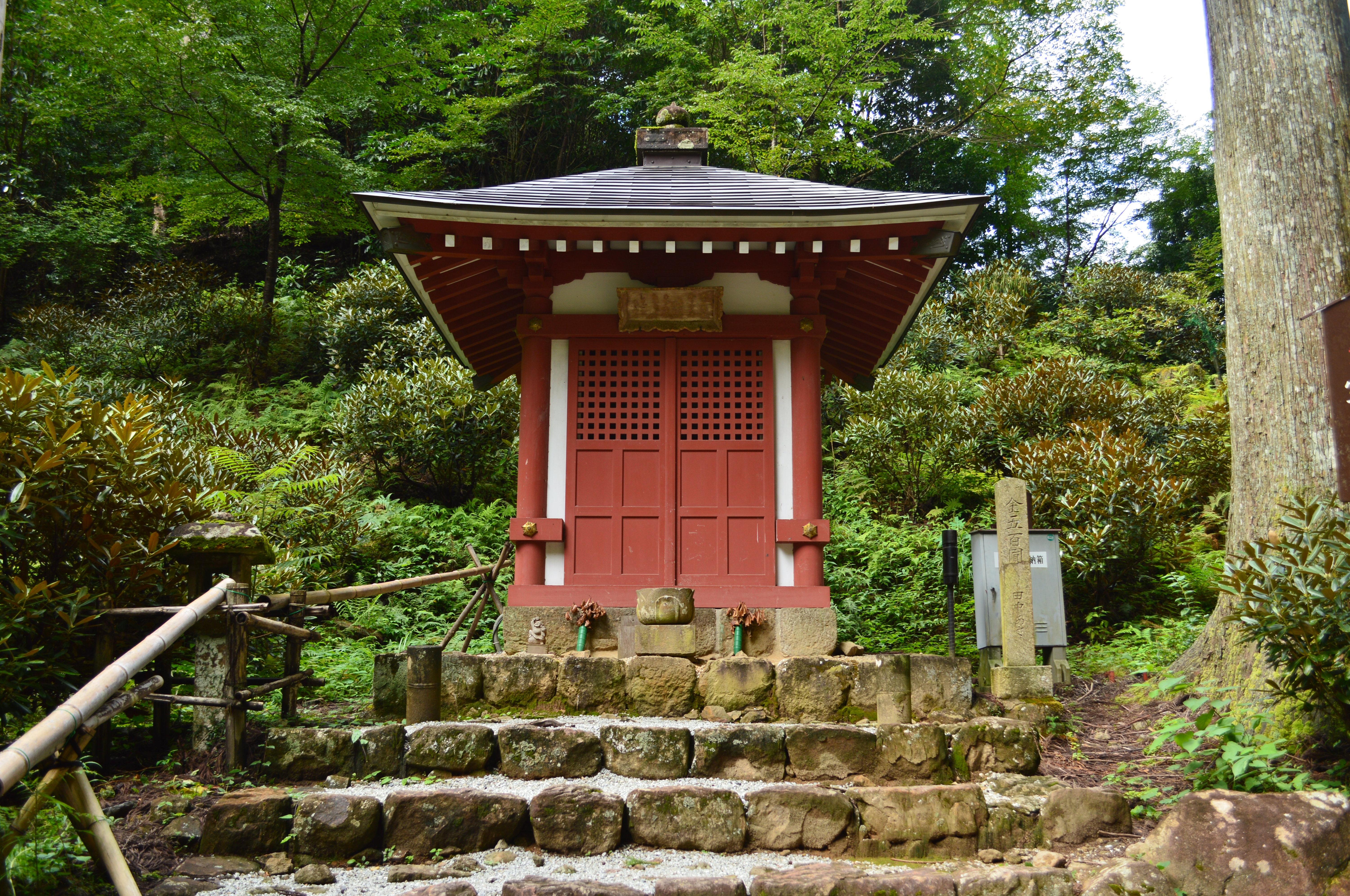
薬師堂
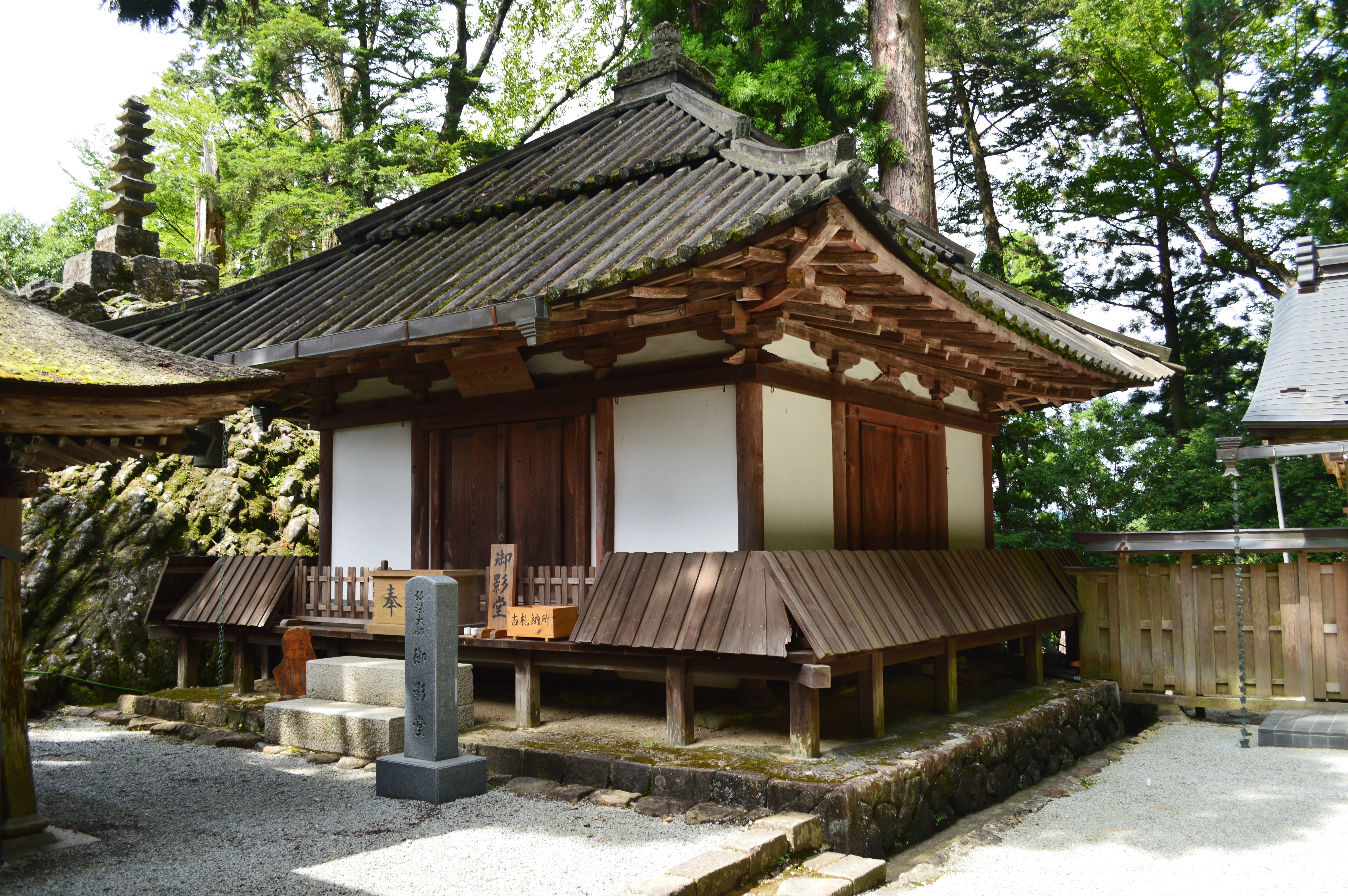
奥の院 御影堂（大師堂）
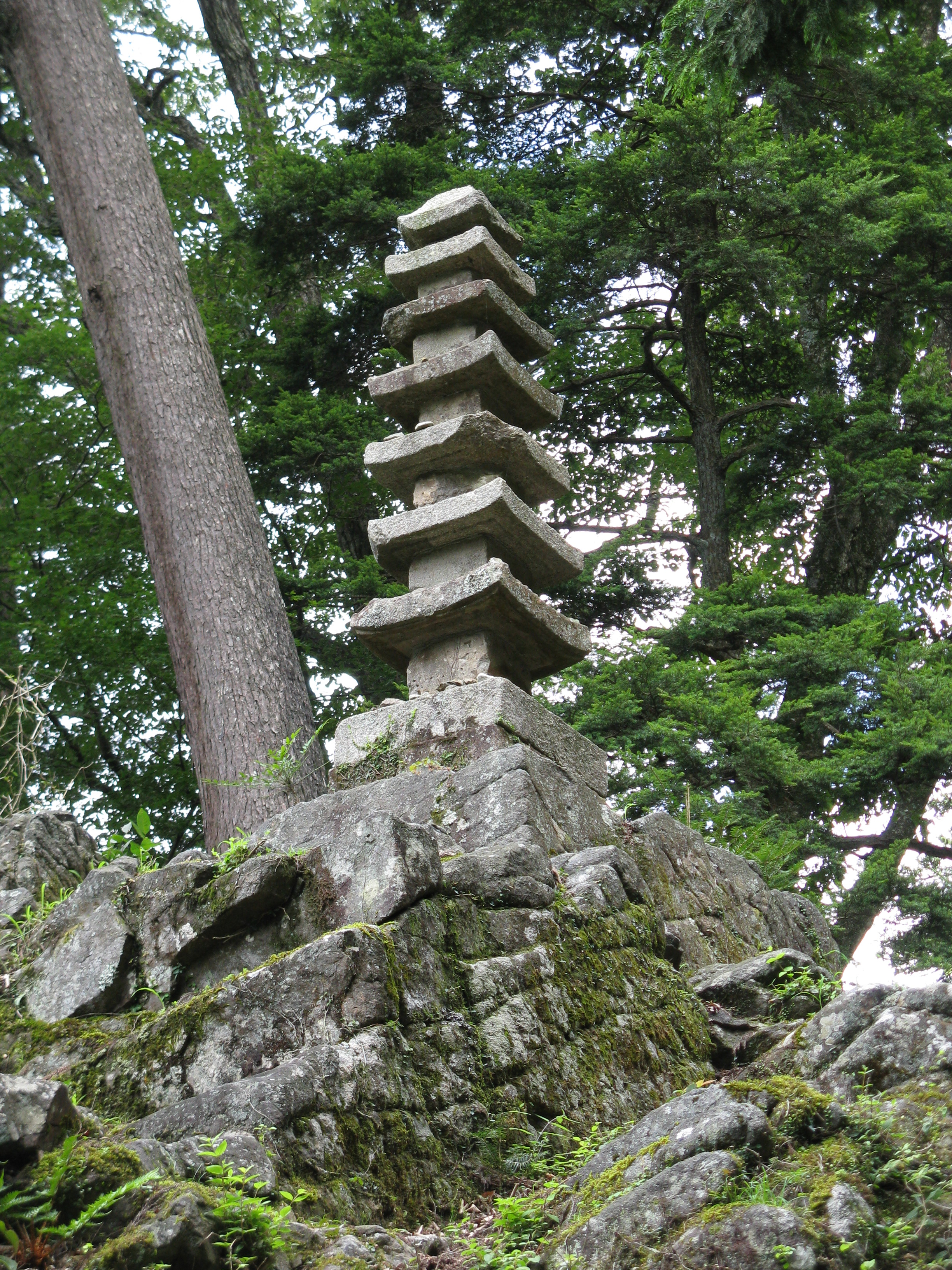
奥の院 七重石塔
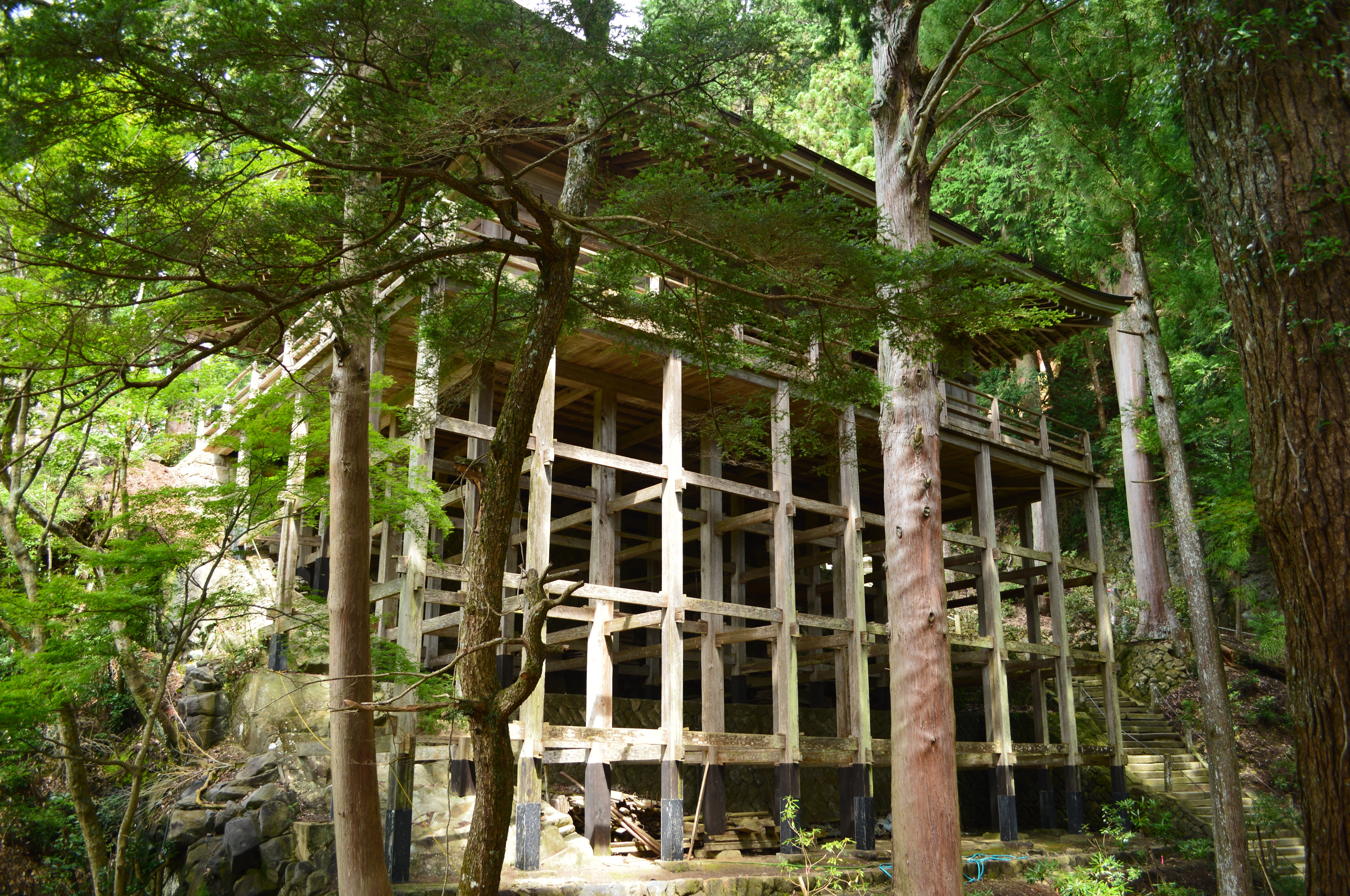
奥の院 常燈堂（位牌堂）
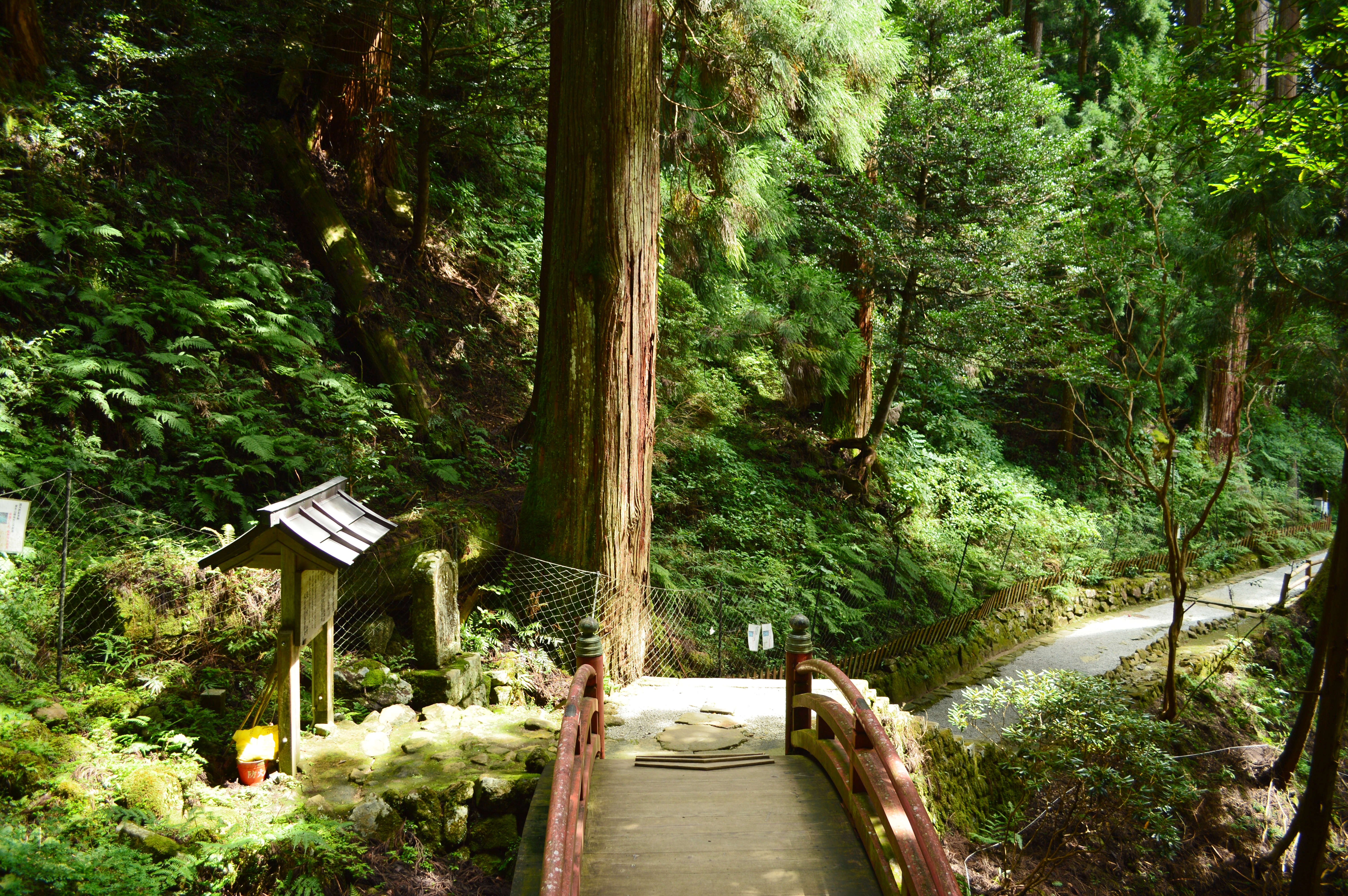
奥の院参道の無明橋とシダ群落
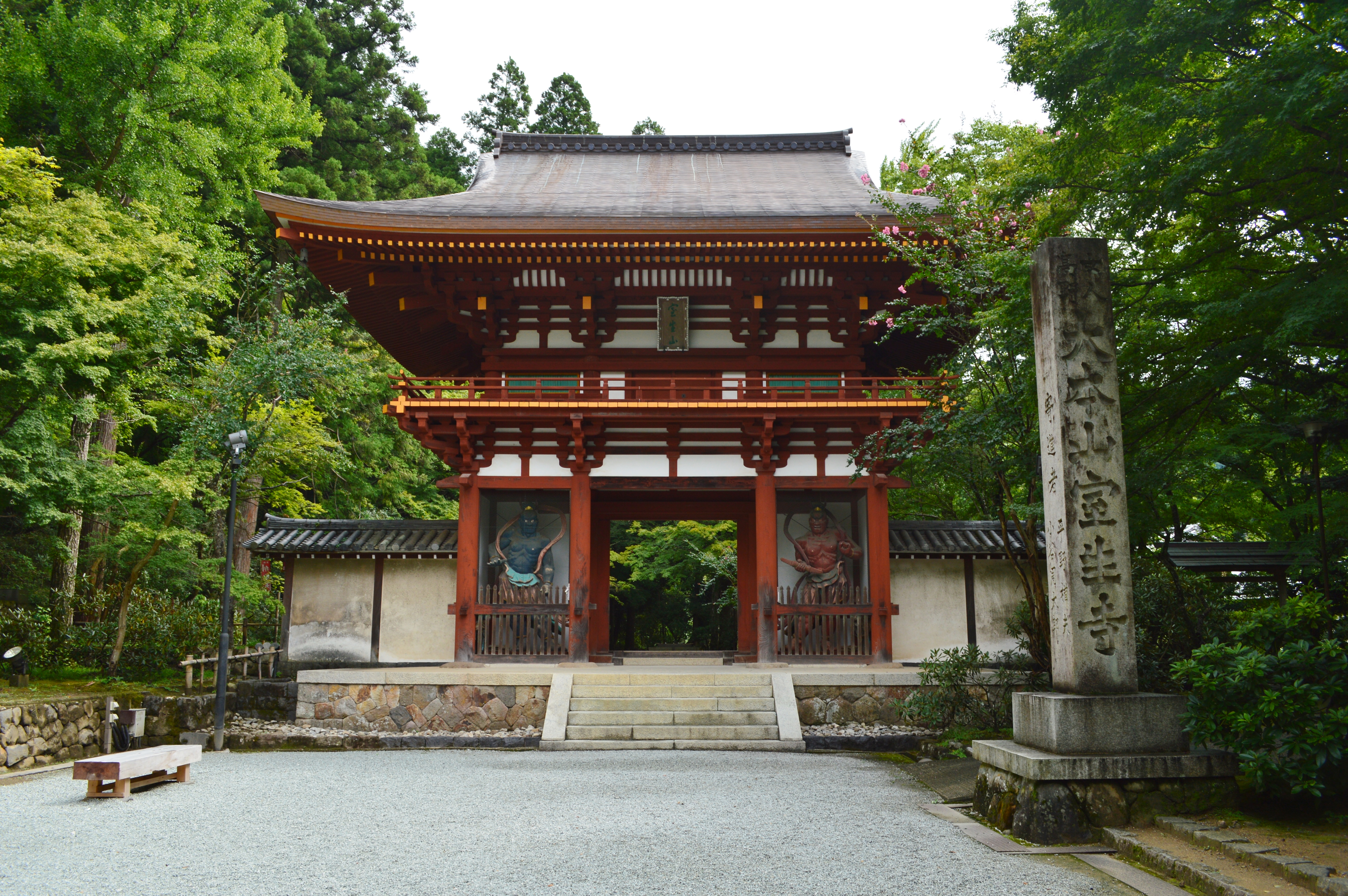
仁王門
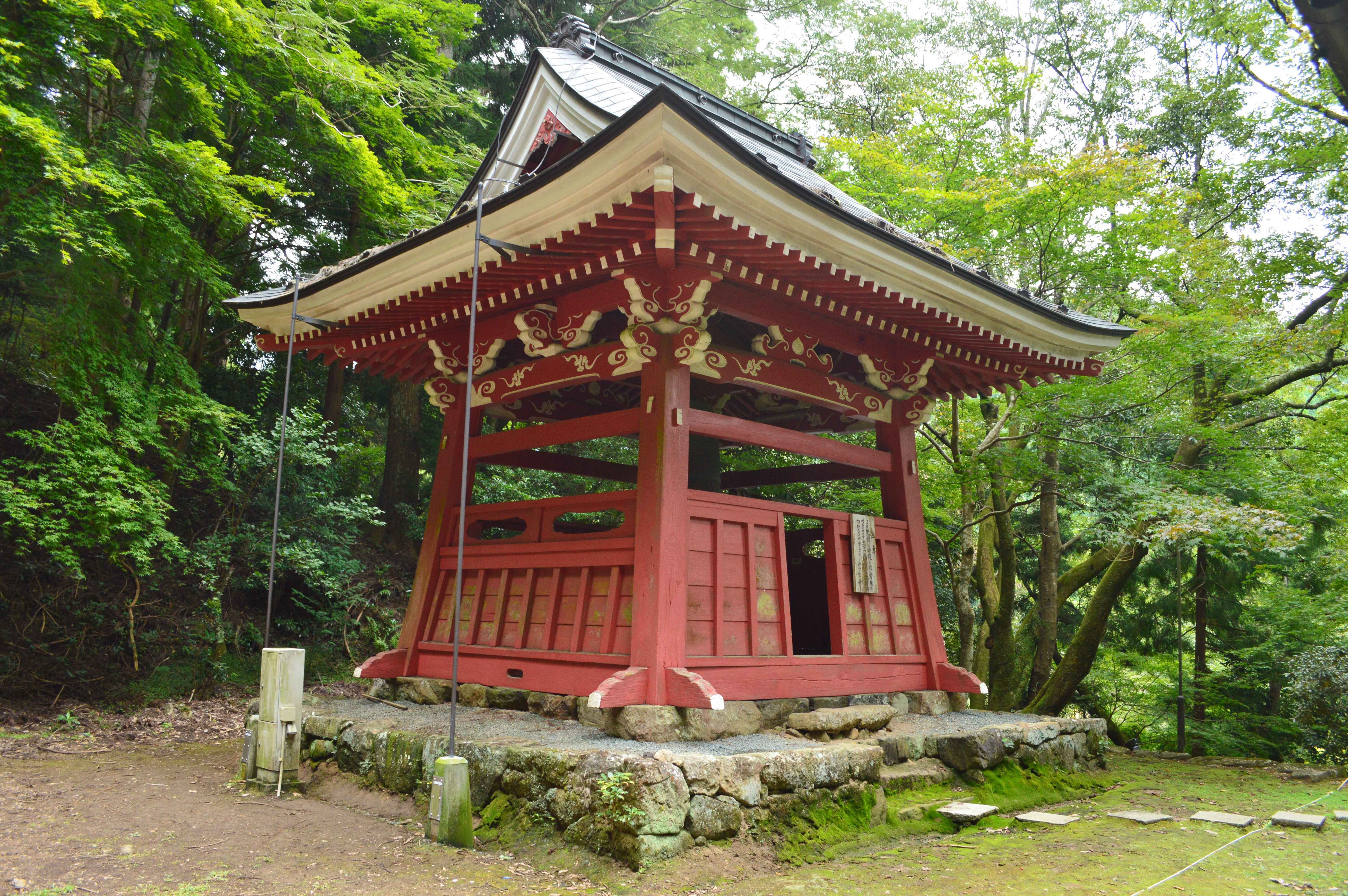
鐘楼
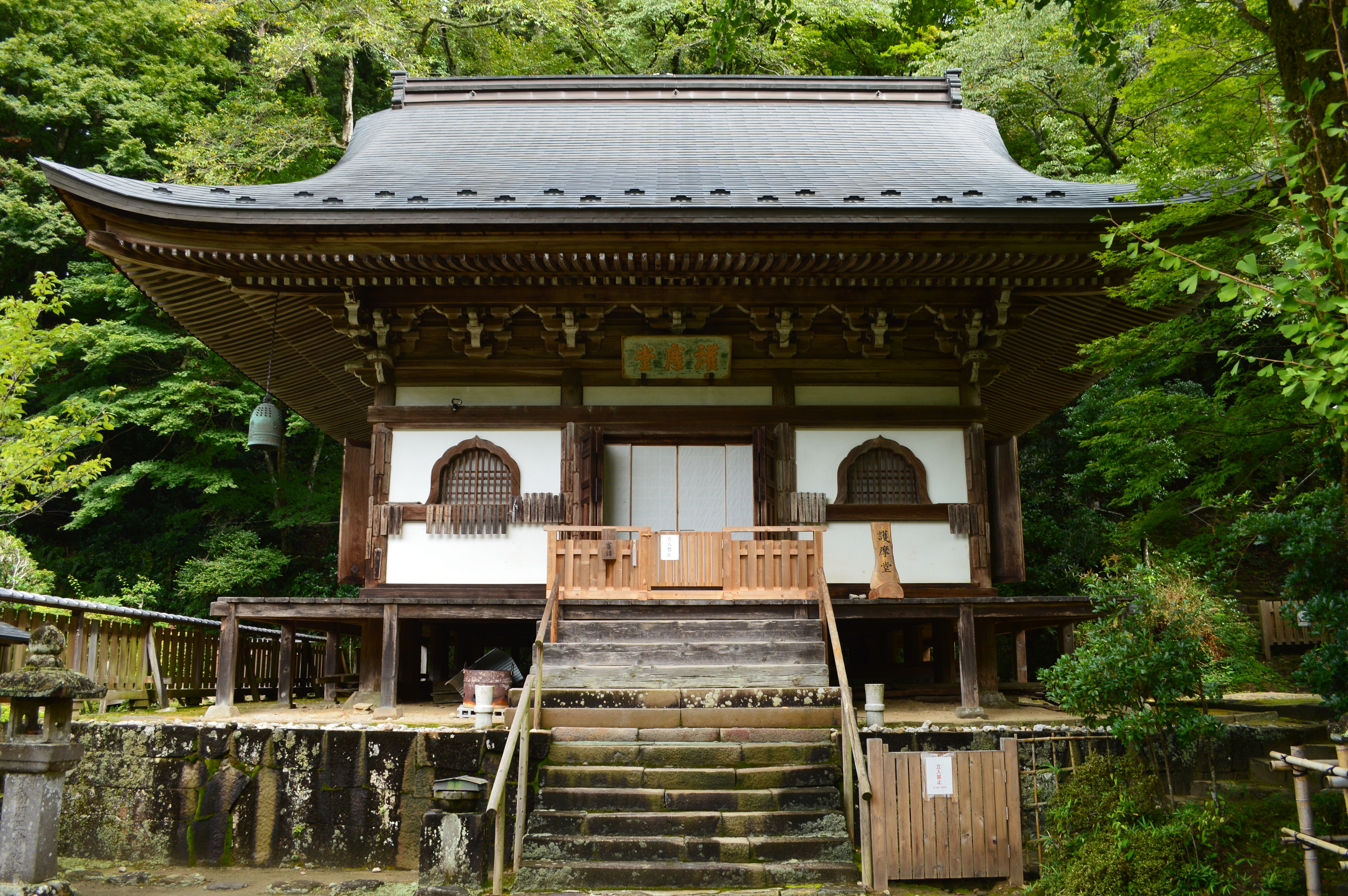
護摩堂
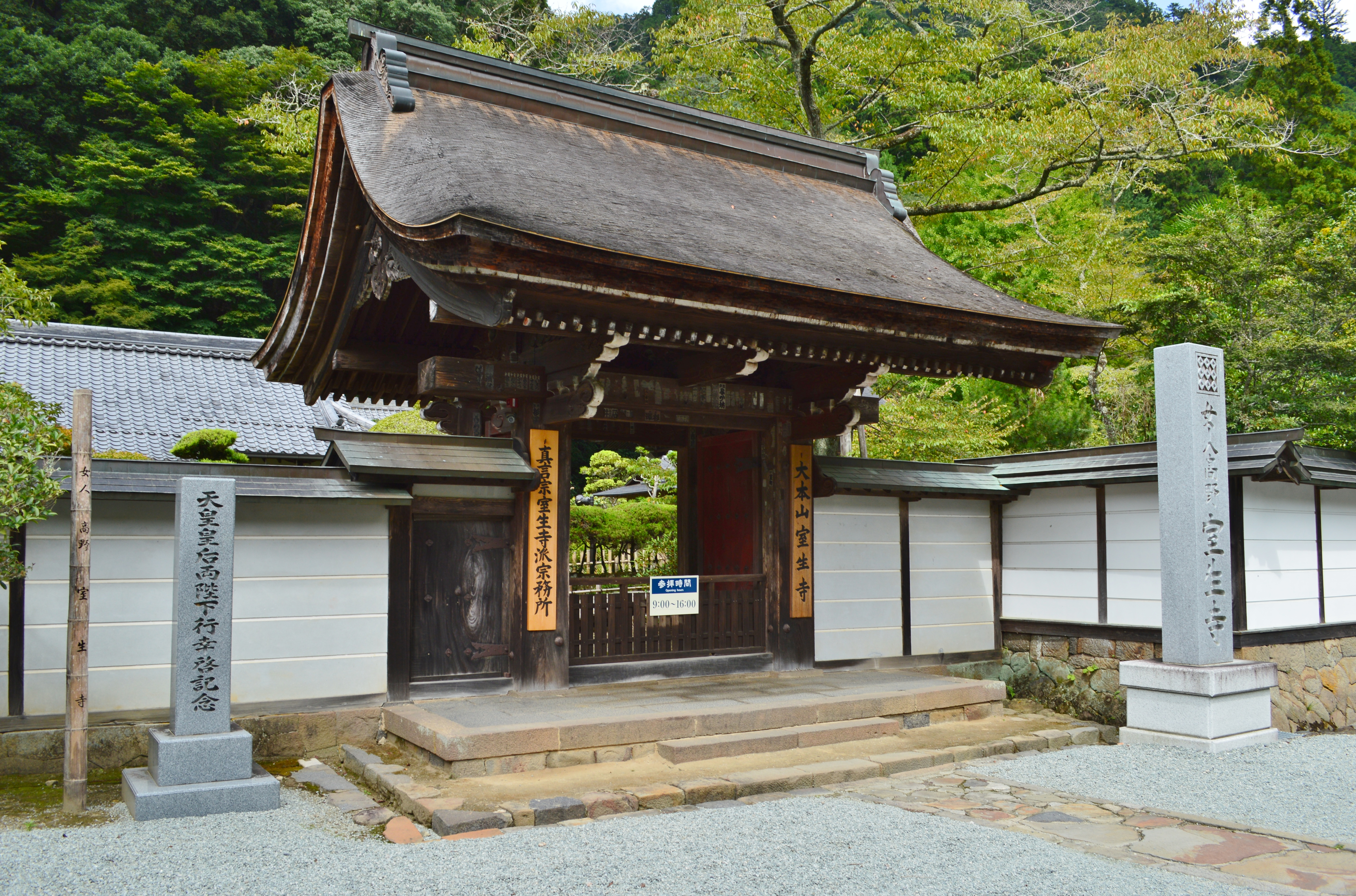
本坊山門
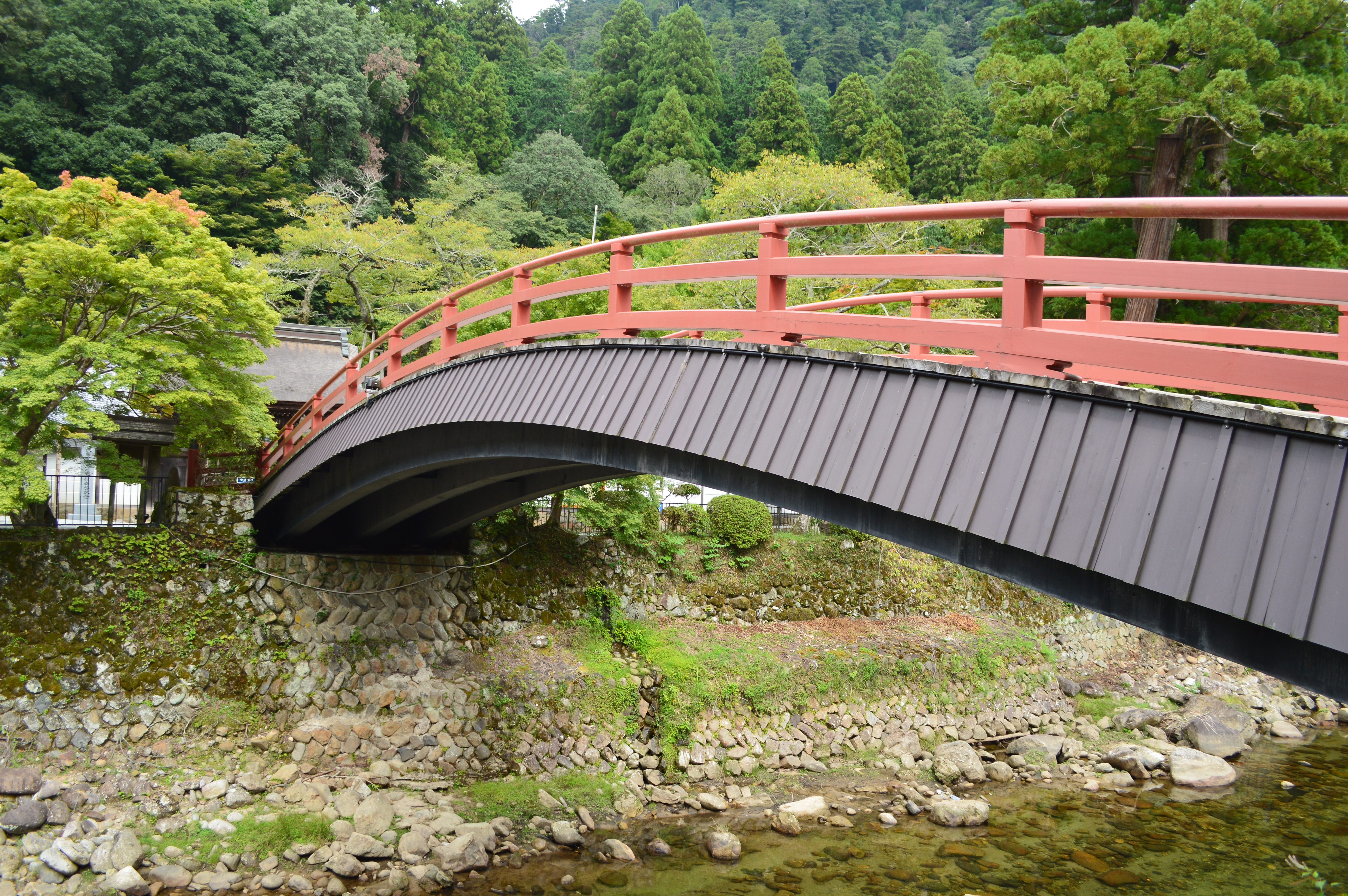
太鼓橋

## 文化財

### 国宝
- 金堂
- 本堂（灌頂堂）
- 五重塔

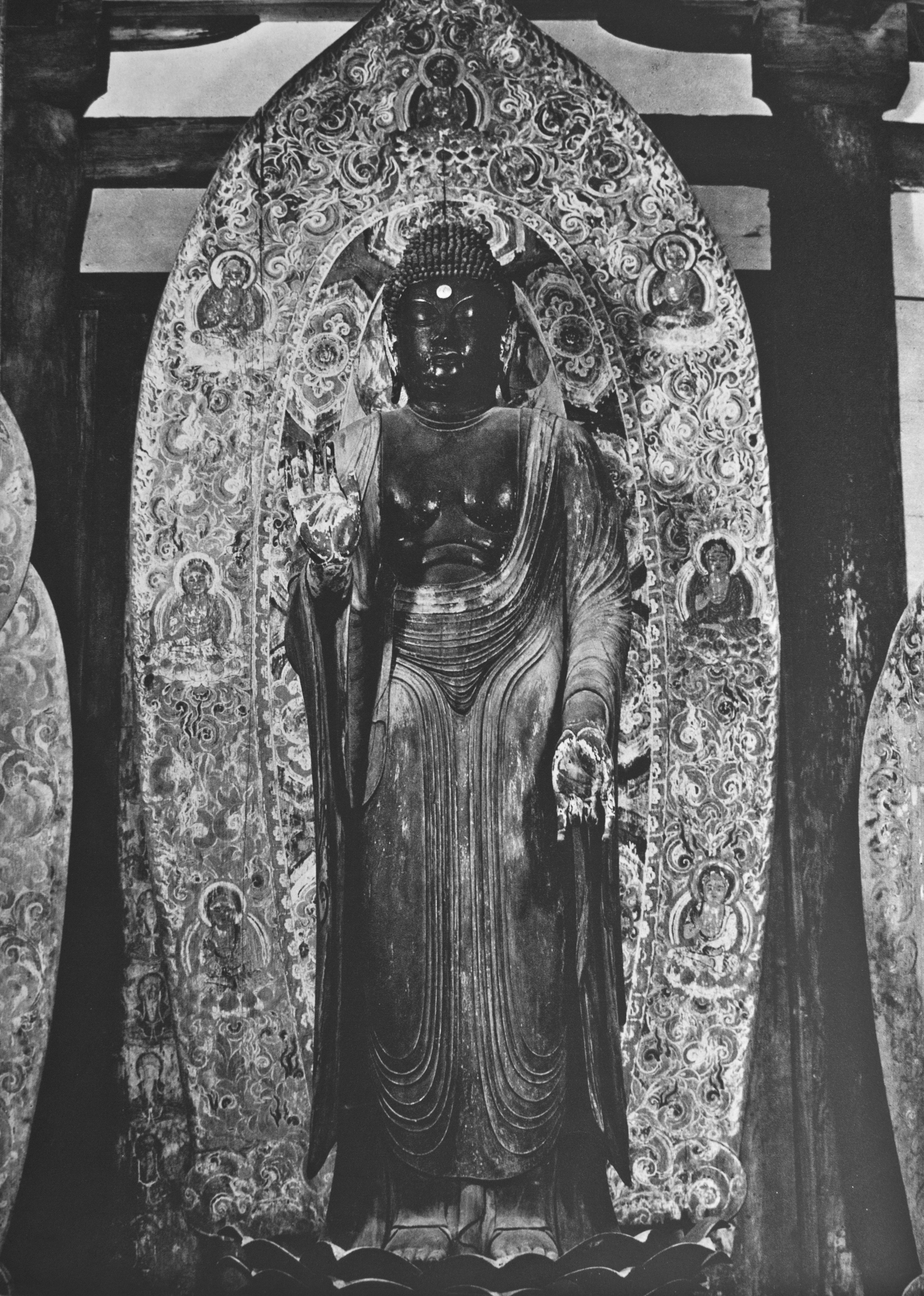
釈迦如来像（金堂）

- 木造釈迦如来立像 - 像高237.7センチメートル。金堂の本尊で、平安時代前期（9世紀）の作。カヤ材の一木造である。台座と光背は当初のものが残る。光背に七仏薬師が描かれている点、堂内に十二神将（薬師如来の眷属）が安置されている点などから、本来は釈迦如来でなく薬師如来として造立されたものである。本像を含め、堂内の諸仏は平らな板に絵具で図柄を表した「板光背」を負う点にも特色がある。これら板光背は平安時代の絵画資料としても貴重である[19]。
- 木造十一面観音立像 - 像高195.1センチ。平安時代前期（9世紀）の作。カヤ材の一木造である。板光背は後補。金堂内陣の向かって左端に安置されていた（2020年に寶物殿に移動）。本尊釈迦如来像とともに、「室生寺様」（むろうじよう）と称される特有の作風を示す[19]。
- 木造釈迦如来坐像 - 像高106.3センチメートル。弥勒堂の本尊に向かって右に客仏として安置されていたが、2020年に寶物殿に移された。伝来や造像の由緒は一切不明だが、作風から平安時代前期（9世紀）の作とみられる。太く丸みのある衣文と細く鋭い衣文を交互に刻む翻波式（ほんぱしき）衣文は平安前期彫刻の特色だが、本像のように全面に翻波式衣文を駆使した作品は珍しい[19]。
- 板絵著色伝帝釈天曼荼羅図（金堂来迎壁） - 解説は既出。

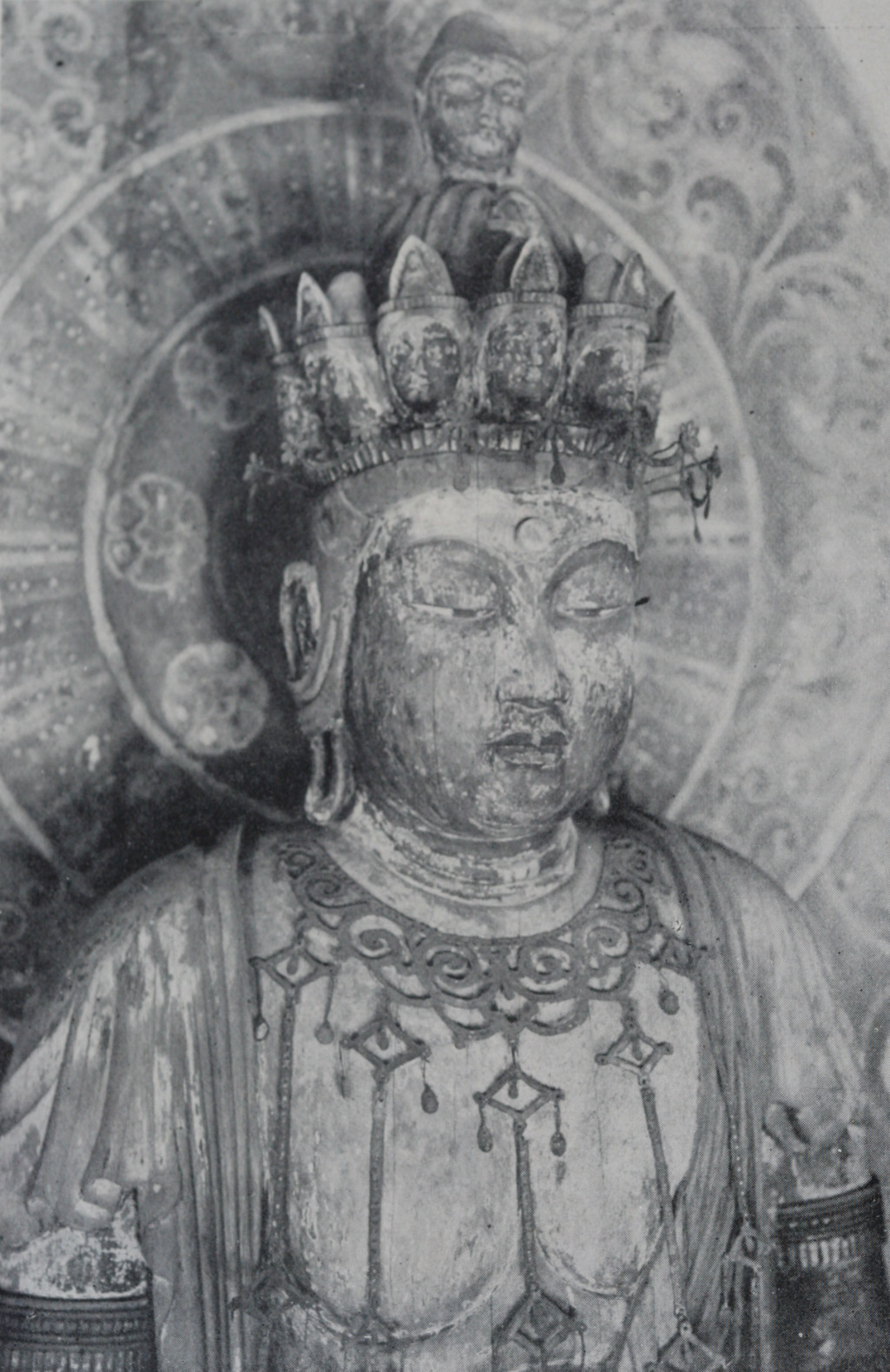
十一面観音立像
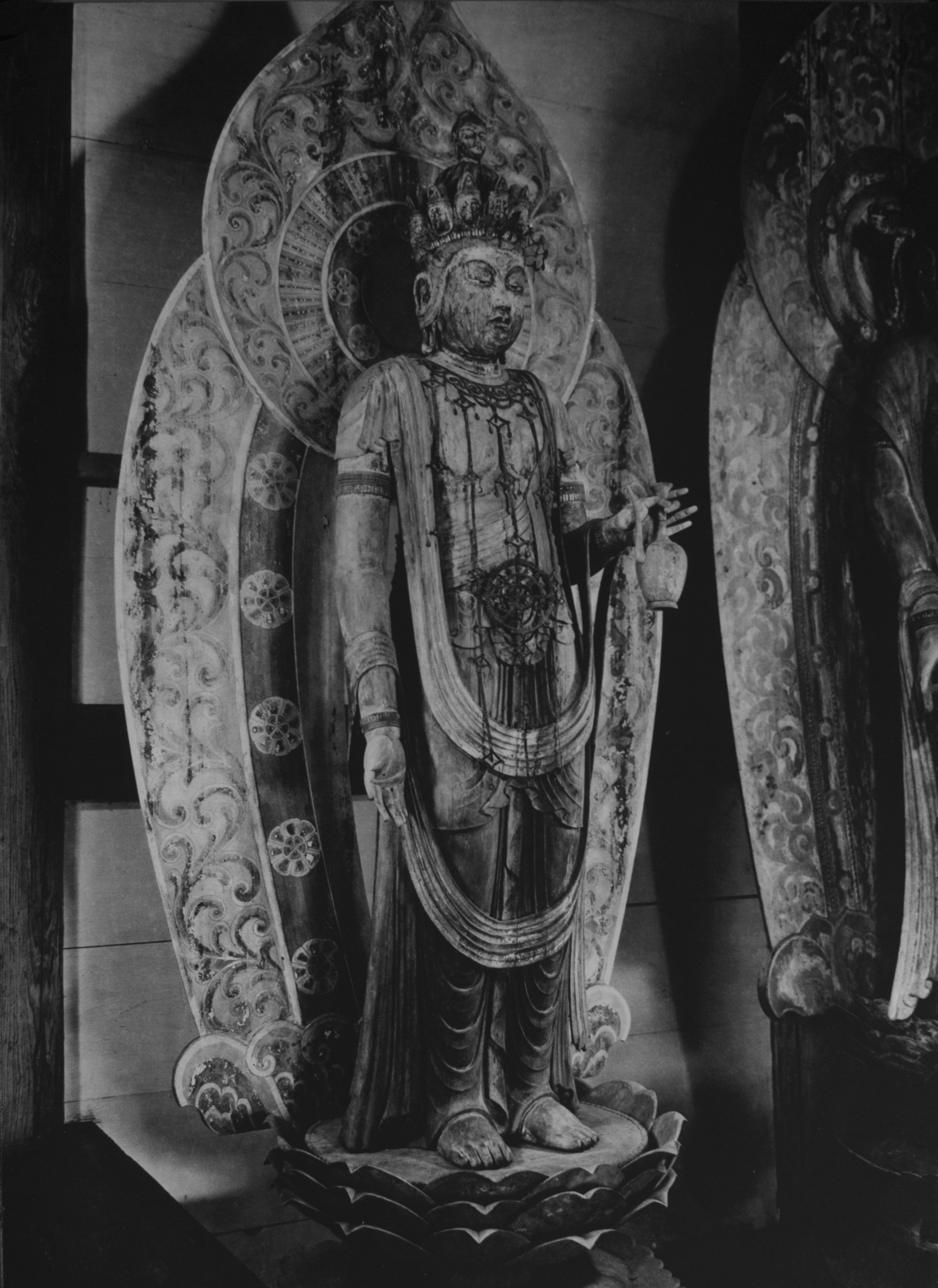
十一面観音立像
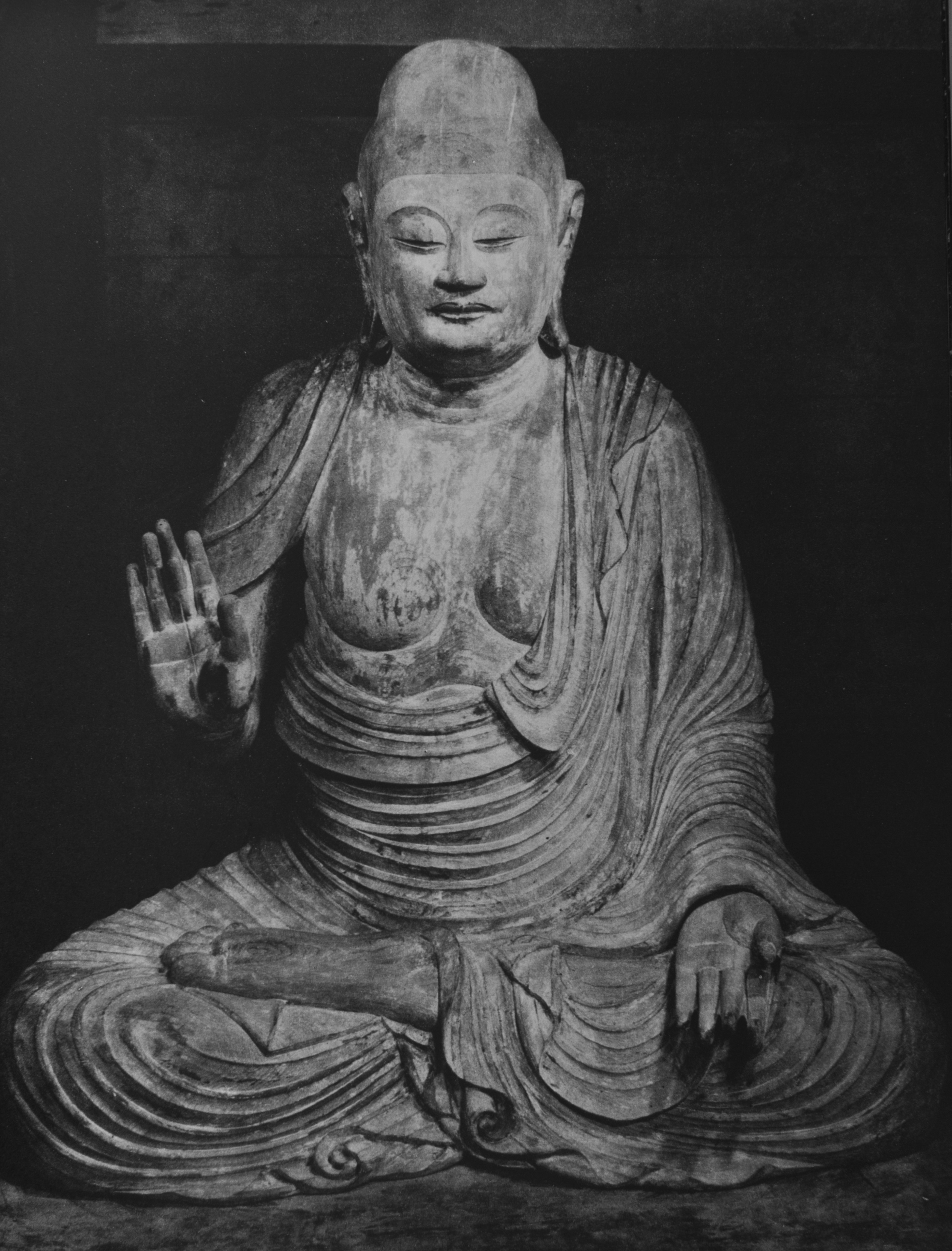
釈迦如来坐像

### 重要文化財
- 弥勒堂 - 鎌倉時代。
- 御影堂（奥の院） - 室町時代前期。
- 納経塔（石造二重塔） - 平安時代後期。
- 五輪塔 附：小五輪塔二基、基壇（伝北畠親房墓） - 室町時代前期。
- 木造文殊菩薩立像 - 金堂安置、伝空海作。平安時代。
- 木造薬師如来立像 - 金堂安置、伝空海作。平安時代。
- 木造地蔵菩薩立像 - 寳物殿（元・金堂)安置、平安時代。
- 木造十二神将立像 - 金堂安置（一部は寶物殿に移動）、鎌倉時代。
- 木造弥勒菩薩立像 - 弥勒堂安置、平安時代。
- 木造如意輪観音坐像 - 本堂安置、平安時代。
- 両部大壇具 2具（明細は後出）
- 大神宮御正体 - 弘安十一年（1288年）銘。

典拠：2000年（平成12年）までに指定の国宝・重要文化財の名称は、『国宝・重要文化財大全 別巻』（所有者別総合目録・名称総索引・統計資料）（毎日新聞社、2000）による。

### 国の天然記念物
- 室生山暖地性シダ群落

### 奈良県指定有形文化財
- 絹本著色真言八祖像 8幅
- 水晶五輪塔納置黒漆宝篋印塔形舎利殿 1基

## 前後の札所
仏塔古寺十八尊
17 神呪寺　-　18 室生寺
西国薬師四十九霊場
7 久米寺　-　8 室生寺　-　9 金剛寺
大和地蔵十福霊場
9 大野寺　-　10 室生寺
役行者霊蹟札所
神仏霊場巡拝の道
35 長谷寺　-　36 室生寺　-　37 談山神社

## アクセス
- 近鉄室生口大野駅より室生寺行バスで終点「室生寺」下車、徒歩すぐ。
  - ゴールデンウィーク中を中心に、室生寺は境内のシャクナゲが見頃となる。同時期に牡丹が見頃となる長谷寺との間に、期間限定で直行バスが運行される。
- 自動車の場合は、大阪方面からの距離的には名阪国道の針インターチェンジから、室生口大野経由で行くのが最も近い。ただし、シャクナゲシーズンの週末などは下記の方法のほうが時間的に早くなる事が多い。
  - 名古屋方面からだと、名阪国道の小倉インターチェンジから奥宇陀広域農道（やまなみロード）を通るのが、道が広くて信号はひとつもなく、一旦停止の箇所もインターを出た所と室生寺近くにしかない。このため、多客時は大阪方面からもこの方法が最も早く移動できることが多い。

## 拝観料
入山料は大人600円・小人400円。寳物殿は別途一律400円。